# 網干総合車両所
網干総合車両所（あぼしそうごうしゃりょうしょ）は、兵庫県揖保郡太子町に所在する西日本旅客鉄道（JR西日本）の車両基地および車両工場である。本項では、前身である網干電車区についても記述する。

## 概要
関西圏の東海道・山陽本線沿線の車両留置能力は、山陽新幹線建設による留置線の減少や車両増備に伴い不足気味であった。また、1960年代初頭より、姫路市や姫路商工会議所を中心に網干駅周辺への電車区誘致運動が展開されてきた。姫路市は当初、勝原区熊見（現在のはりま勝原駅周辺）を候補地として挙げていたが、網干駅周辺のほうが工事費・車両収容力で優位であり、当初強固な反対姿勢を見せていた当地の関係部落も時勢の変化により条件次第で容認に転じたため、1964年（昭和39年）8月、太子町より国鉄大阪鉄道管理局へ工事着工の申し入れがなされた。
1968年（昭和43年）10月に明石電車区網干派出所として開設した。1970年（昭和45年）3月に網干電車区として明石電車区から独立した。その後、阪神・淡路大震災復興に伴う再開発に敷地を提供するため、2000年（平成12年）4月に鷹取工場が機能移転。明石電車区の検修部門とも統合して、網干総合車両所となった。
その後も加古川鉄道部と姫路鉄道部の車両検修部門や宮原総合運転所などを統合した。

## 事業所

### 本所

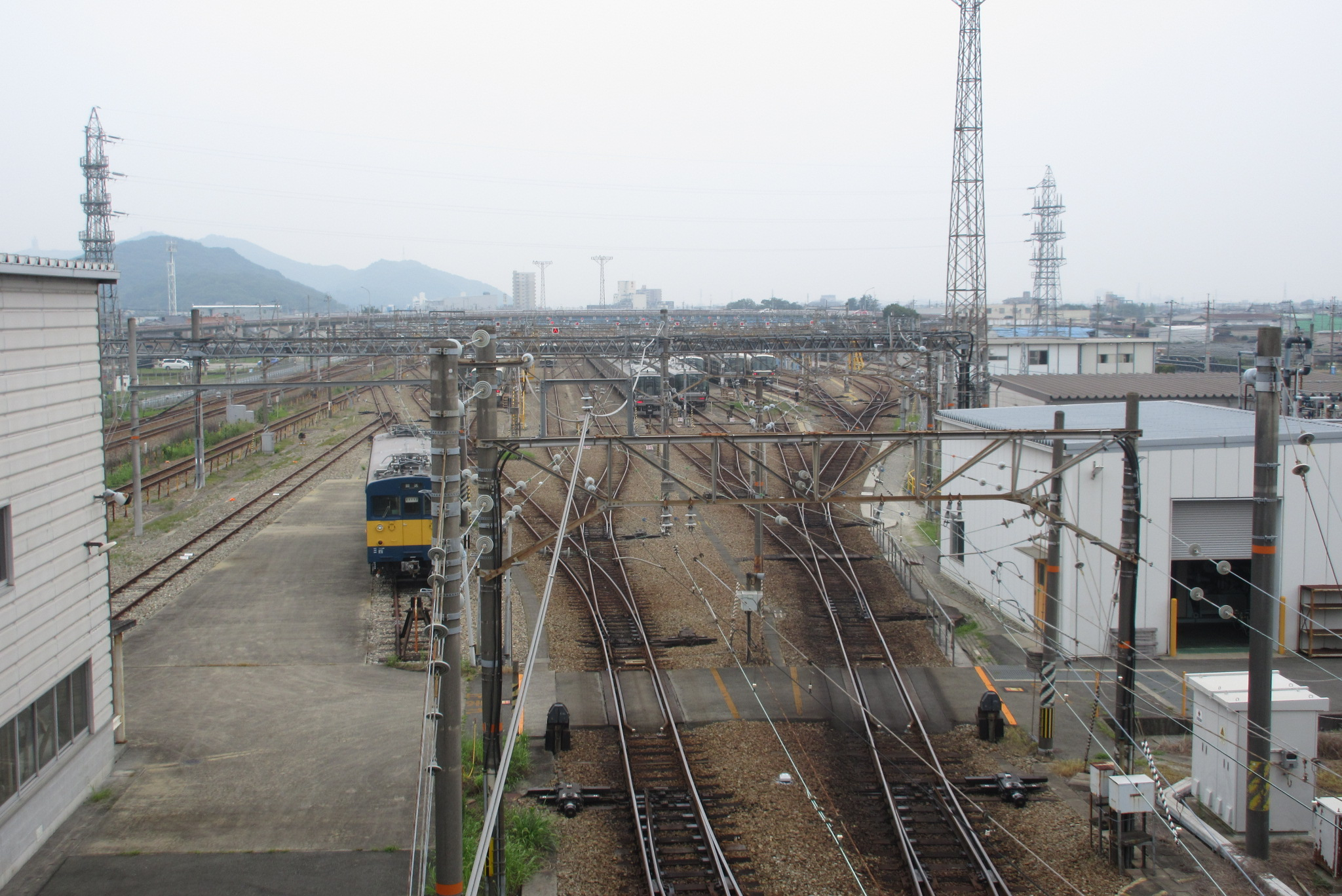
網干総合車両所東側

兵庫県揖保郡太子町にあり、山陽本線網干駅の西方に位置している。敷地面積は約130,000 m2である。
検修庫は3つあり、「第1検修庫」では221系以降のJR形式電車、「第2検修庫」では国鉄型電車・客車・気動車の全般検査・要部検査を行うが、JR形式電車で短編成のものは「第2検修庫」を使用する場合もある。「第1検修庫」には8両編成までまとめて持ち上げることができるジャッキが設置されている。「第3検修庫」では交番検査・仕業検査・臨時検査が実施される。構内配線は、仕業線・電留線17本、洗浄線3本、試運転線1線、入換線（転削線）1線となっている。
主な検査車両は、自所配置の車両の他、岡山電車区（→下関総合車両所岡山電車支所）の電車（主に213系・223系を担当。113系・115系・117系・105系は2010年代後半から主に下関総合車両所本所が担当するが、時折当所や吹田総合車両所が担当する場合あり）、宮原支所の客車、余部派出所・吹田総合車両所京都支所亀山派出所の気動車（時折後藤総合車両所が担当する場合あり）を担当している。
網干電車区時代の沿革
網干駅西方1.5kmの位置に快速電車の500両配置を想定した車両基地建設を目的に、1965年（昭和40年）6月から約180,000 m2の土地を買収を行った。1968年（昭和43年）度の車両増備および山陽新幹線建設に伴う姫路駅留置線縮小により160両の留置車両不足となることから、200両収容の留置線（13線）を新設、1968年10月1日に明石電車区網干派出所が発足した。その後洗浄線1線（12両）が追加、さらに日本万国博覧会開催に伴う検修能力向上のため、230両配置対応設備（交検線8両×2線、修繕線1両×2線、洗浄線12両×1線）が追加され、1970年3月に網干電車区となった。山陽本線上下本線間に挟まれた配置になっており、将来的な設備増強を見越した土地も用意されていた。当初の敷地面積は12haで、東半分に電留線（試運転線を含めて15線）と転削線（1線）が、西半分に洗浄線（2線）、引上線（3線）、交検線（2線）・臨検線（2線）が備えられていた。
網干総合車両所への拡充にあたり、線形を変えずに工場機能設備を配置する場合と下り本線を上り本線横に移設し、南側をフリーな状態で拡張する場合が検討され、平面交差支障時間の検討や立体交差の可否、土地拡張の観点から後者案が採用となった。工場機能施設を設置するため、洗浄線は電留線南側（3線）に移動され、洗浄線の南側に存在する0番線（網干総合車両所の一番南の線路）は下り本線を転用したものである。交検線（2線）および臨検線（2線）を備える交検庫は拡張され、第3検修庫とされた。敷地の西側には、第1検修庫と第2検修庫が新設された。
2021年（令和3年）7月の組織改正により、本所には以下の派出所が設けられている。

#### 余部派出所

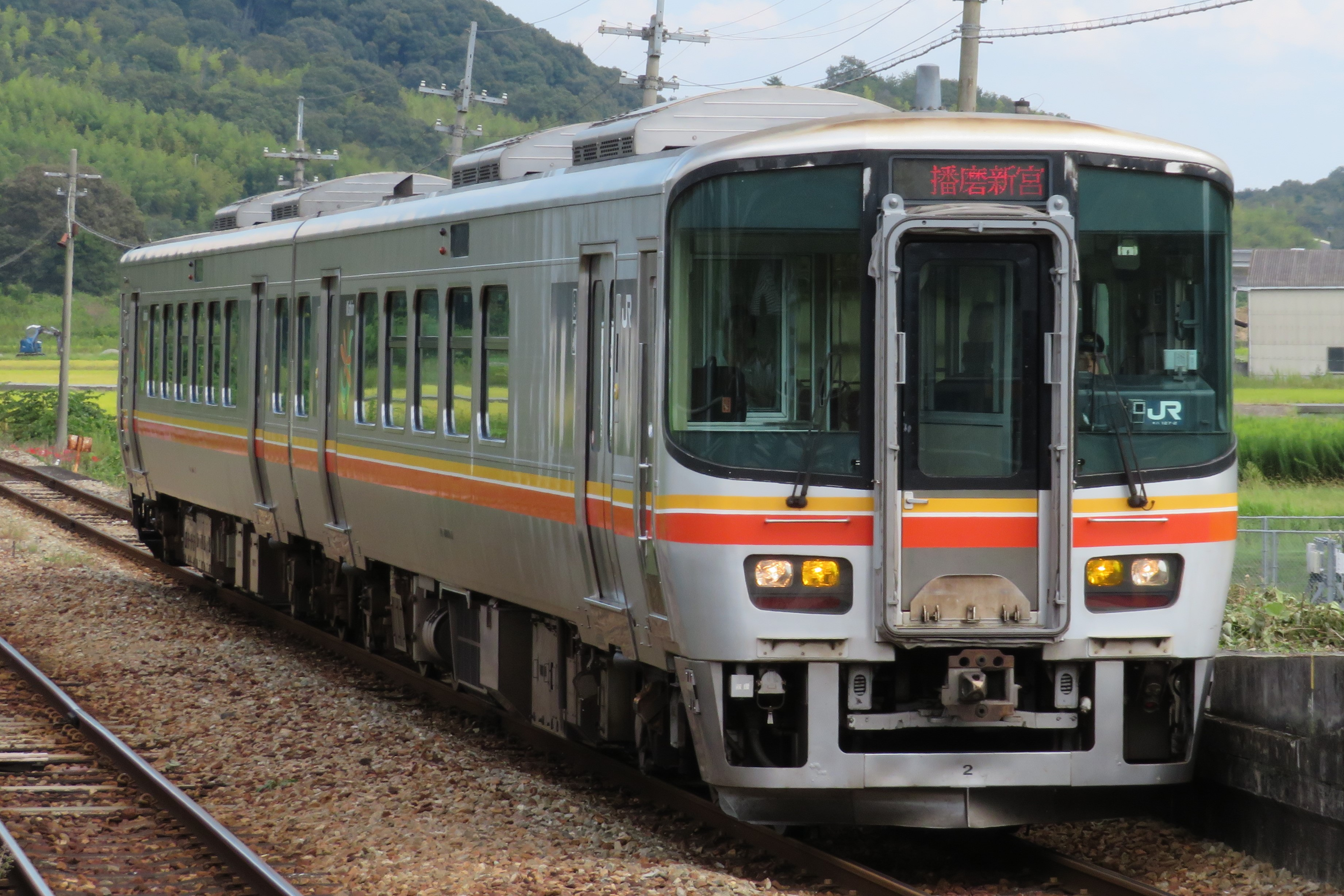
キハ127形
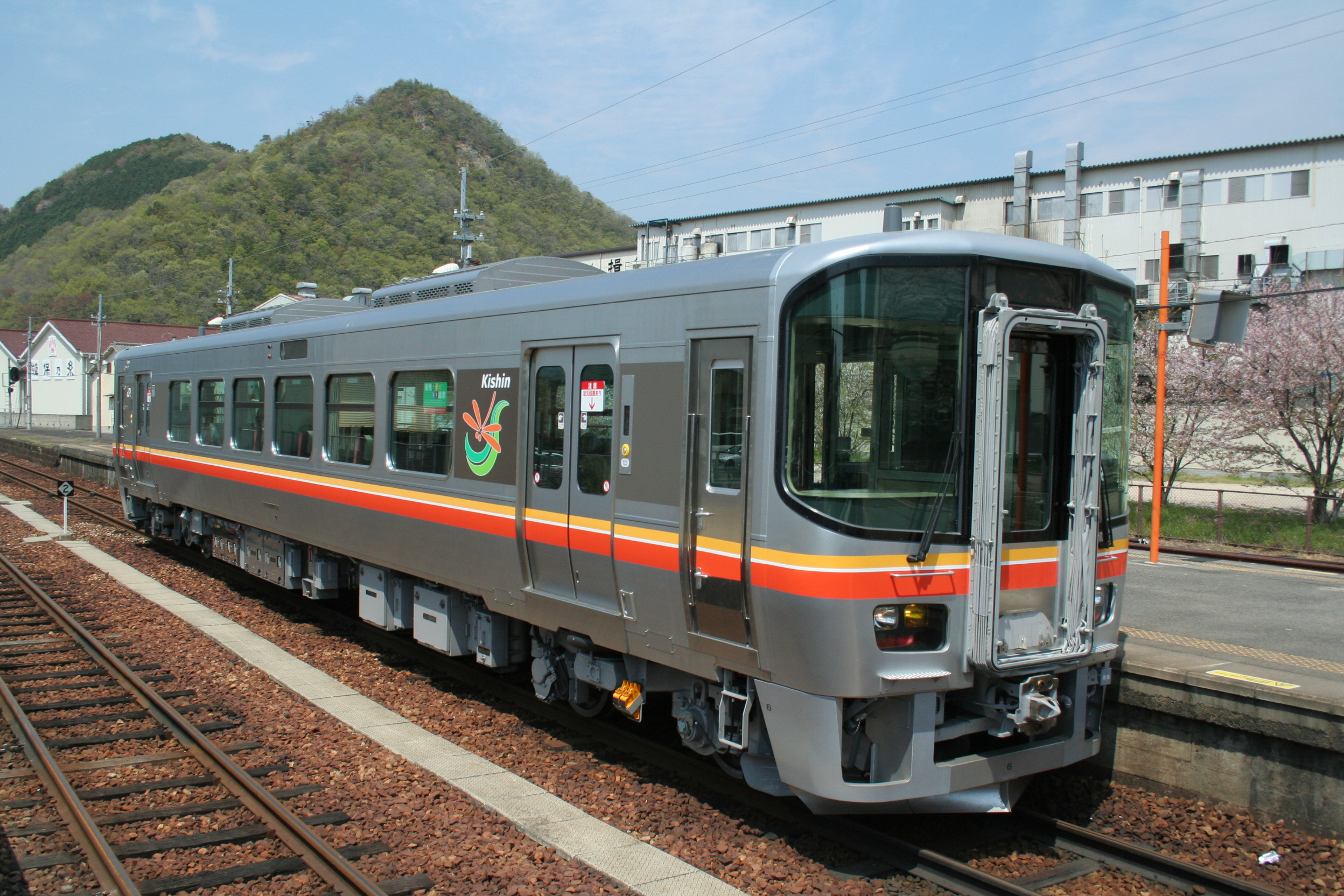
キハ122形

姫新線余部駅 - 太市駅間にある車両基地で、かつての姫路鉄道部の車両検修部門を継承している。

### 宮原支所

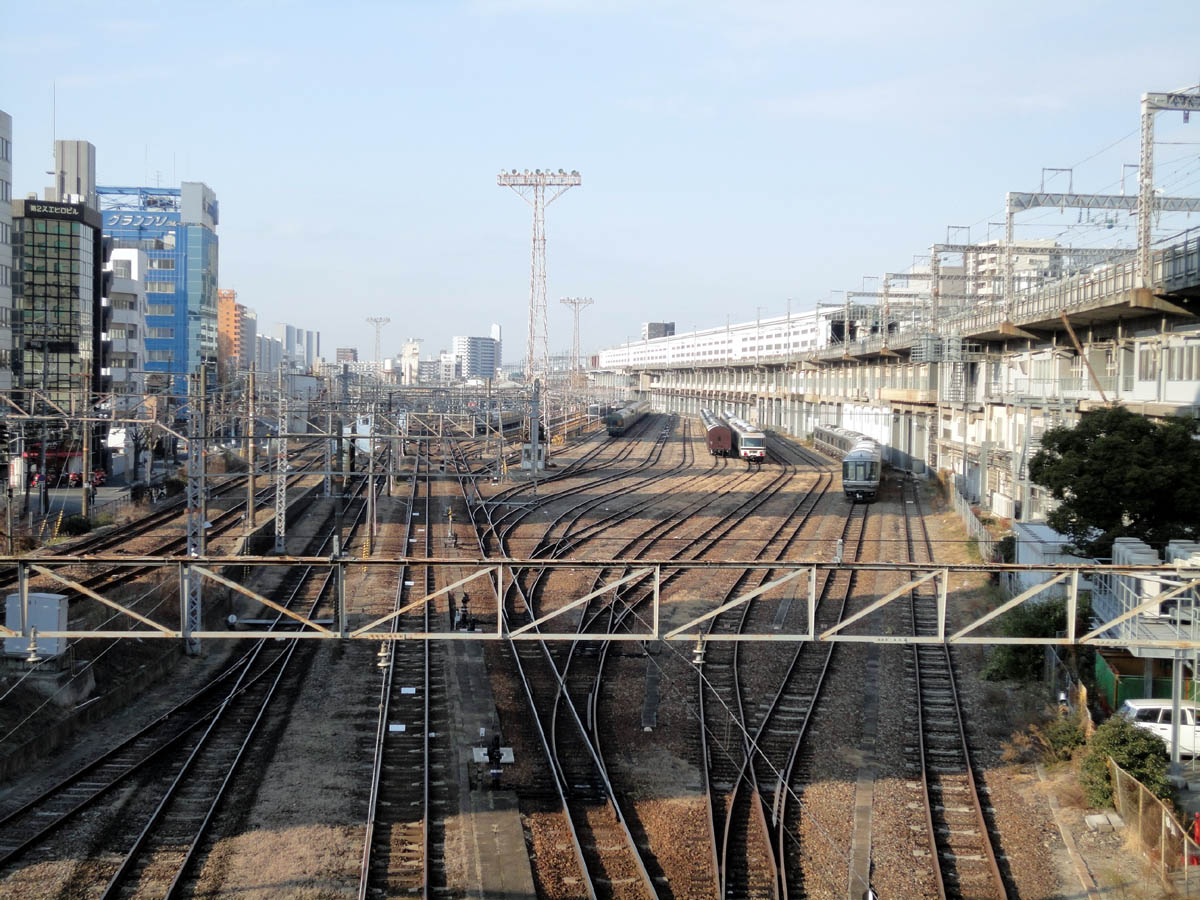
宮原支所構内

大阪府大阪市淀川区木川東にある車両基地で、新大阪駅の西隣にある。かつての宮原総合運転所。国鉄時代は宮原機関区・宮原電車区・宮原客車区で、特急用車両が多く配置されるなど名門車両基地であった。
2012年（平成24年）6月の組織改正により、宮原支所には以下の派出所が設けられている。

#### 野洲派出所
滋賀県野洲市の東海道本線（琵琶湖線）篠原 - 野洲間に位置している車両基地。かつての野洲電車区で、京都総合運転所野洲派出所を継承している。

#### 米原派出所
滋賀県米原市の米原駅に隣接している車両基地。かつての京都総合運転所米原派出所を継承している。電留線のみ設けられている。

### 明石支所

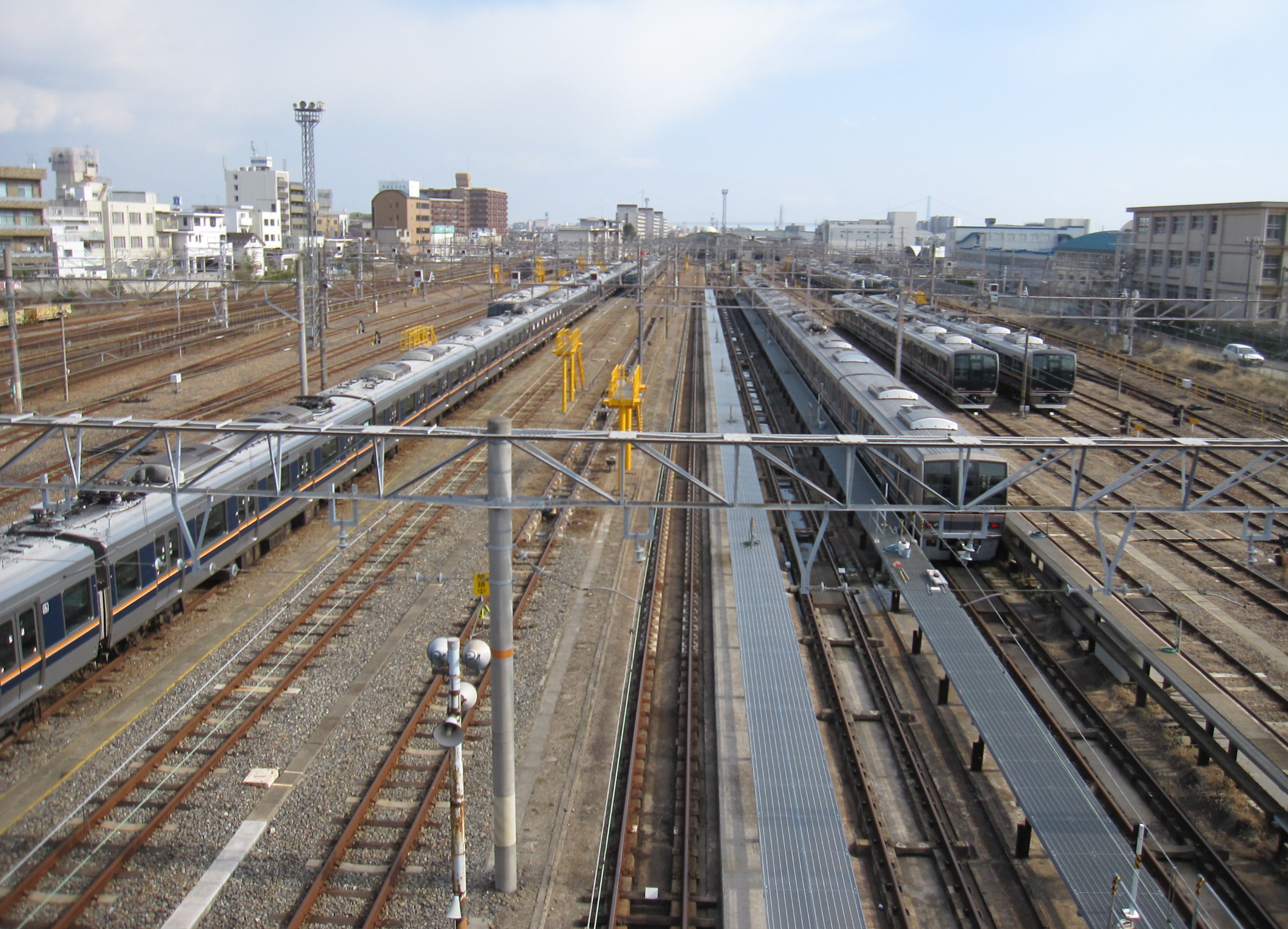
明石支所

兵庫県明石市の山陽本線（JR神戸線）明石 - 西明石間に位置している車両基地で、かつての明石電車区の検修部門を継承している。敷地面積は約63,000㎡で、上下電車線に挟まれる形になっている。
構内配線は、仕業・電留線10本、電留線6本、洗浄線2本となっており、交検庫では主に交番検査・仕業検査および臨時検査が行われている。
明石支所には以下の派出所が設けられている。

#### 加古川派出所
兵庫県加古川市にある車両基地で、加古川線厄神駅北隣に位置している。2009年（平成21年）7月の組織改正で加古川鉄道部が廃止されたのに伴い、基地機能（厄神基地）が統合されて、網干総合車両所加古川派出所となった。
構内配線は、仕業・電留線2本、洗浄線1本、電留線5本となっている。

#### 高槻派出所

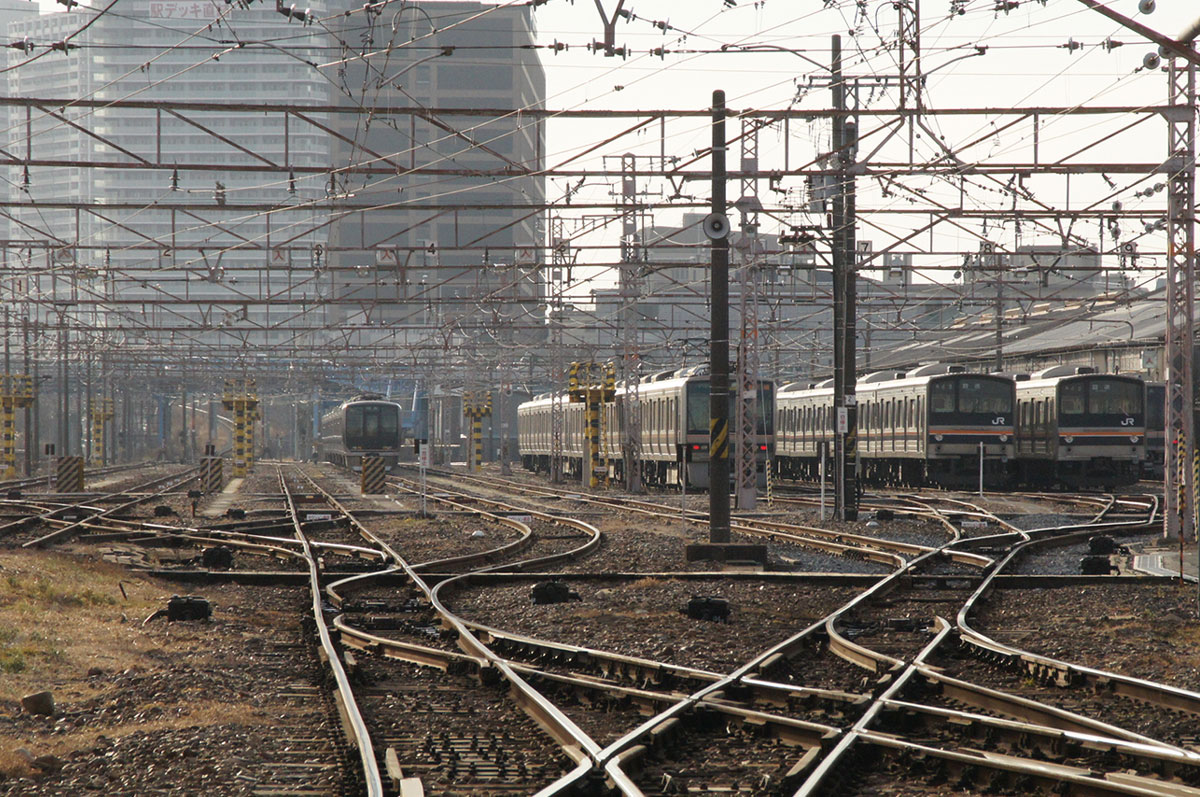
高槻派出所構内

大阪府高槻市にある車両基地で、東海道本線（JR京都線）高槻 - 島本間に位置している。高槻電車区として開設され、宮原電車区→京都電車区の派出所→吹田工場高槻派出所（1993年〈平成5年〉）を経て現在の名称となっている。

#### 放出派出所

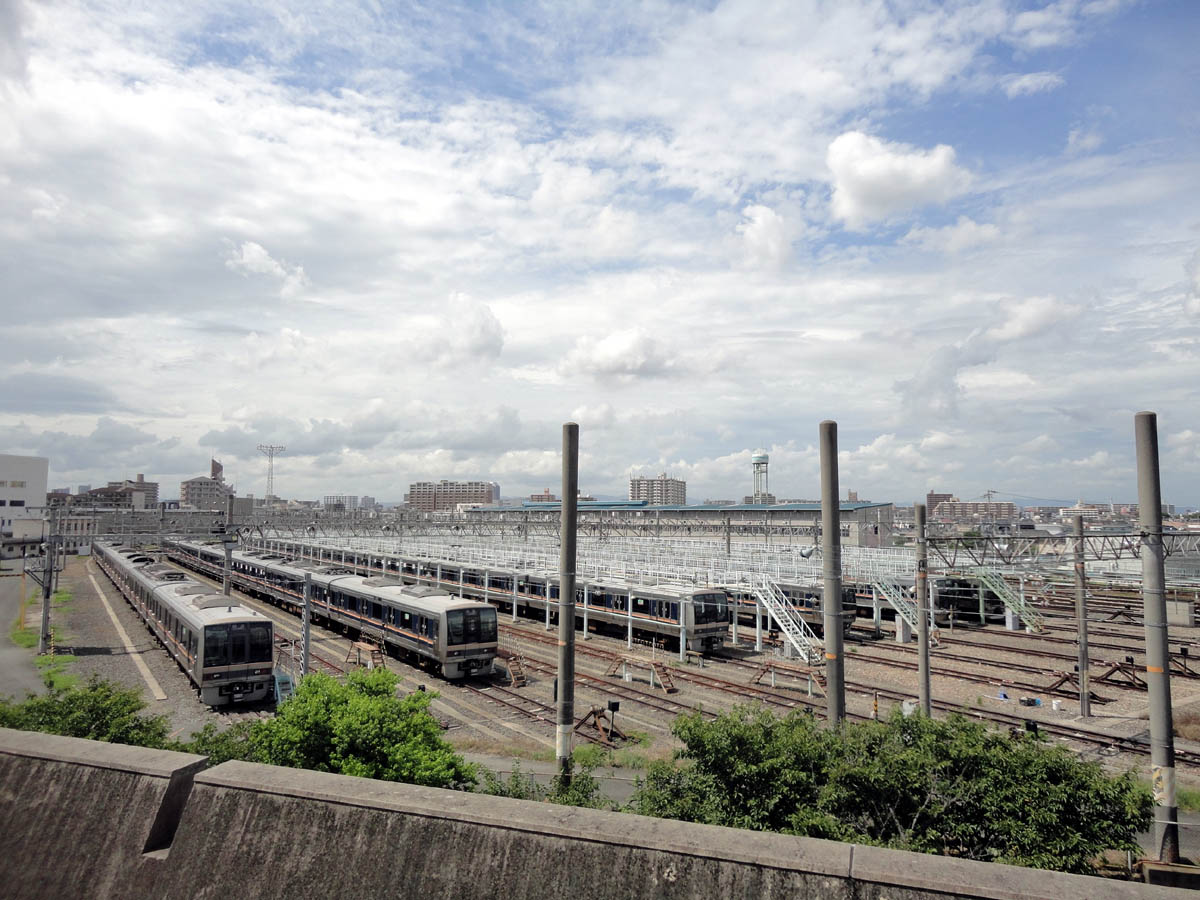
放出派出所構内

大阪府東大阪市川俣にある車両基地で、片町線（学研都市線）放出駅の南東、おおさか東線放出 - 高井田中央間に位置している。森ノ宮電車区放出派出所を継承しており、かつては淀川電車区（二代目）として車両も配置されていた。

### 過去に存在していた組織
- 鷹取支所
  - 兵庫県神戸市須磨区にあった和田岬線で運用する気動車の車両基地。山陽本線（JR神戸線）鷹取駅の北に隣接して設けていた。

## 車体に記される略号
整備済み車両に記される略号
網干総または AB と記されている。

配置車両の車体に記される略号
所属組織の略号と、網干の電報略号である「ホシ」から構成されている。
国鉄分割民営化後は近ホシ（「近」は近畿圏運行本部の意味）で、その後の組織改正により「本ホシ」（「本」は本社直轄の意味）となり、1993年6月の神戸支社発足により「神ホシ」（「神」は神戸支社の意味）を経て、2010年（平成22年）12月の組織改正により近ホシ（「近」は近畿統括本部を意味）に戻った。
各支所
宮原支所
近ミハ（電車・客車）
宮（機関車）
明石支所
近アカ
以前は本所の略号を表記していたが、宮原支所統合後は独自の略称が表記されるようになった。「近アカ」は明石電車区の略号として国鉄分割民営化直後に使用されており、近畿圏運行本部廃止以来の復活となる。
加古川派出所
近カコ
加古川鉄道部から「神カコ」だったが、2010年12月の組織改正で「近カコ」に変わった。明石支所傘下となった後も独自の略号を使用している。
余部派出所
近ヨへ
姫路鉄道部から「神ヒメ」だったが、2010年12月の組織改正で「近ヒメ」に変わった。姫路鉄道部廃止により現在の略号となっている。

## 現在の配置車両
アーバンネットワークのうち、東海道・山陽本線（琵琶湖線・JR京都線・JR神戸線）・福知山線（JR宝塚線）・JR東西線・片町線（学研都市線）・湖西線で運用されている電車が集中的に配置されている。
2023年（令和5年）4月1日現在の所属車両は以下のとおり。
| 区所   | 電車    | 気動車 | 機関車 | 客車 | 貨車 | 合計    |
| ------ | ------- | ------ | ------ | ---- | ---- | ------- |
| 本所   | 907両   | 0両    | 0両    | 0両  | 0両  | 907両   |
| 宮原   | 94両    | 10両   | 8両    | 12両 | 0両  | 124両   |
| 明石   | 753両   | 0両    | 0両    | 0両  | 0両  | 753両   |
| 加古川 | 20両    | 0両    | 0両    | 0両  | 0両  | 20両    |
| 余部   | 0両     | 19両   | 0両    | 0両  | 0両  | 19両    |
| 全体   | 1,774両 | 29両   | 8両    | 12両 | 0両  | 1,823両 |

### 本所
- 103系電車（18両）
  - 播但線用の3500番台2両編成（BH編成）9本が所属している。
  - 姫路 - 寺前間で運用されている。9編成ともワンマン運転に対応しており、洋式トイレ（車椅子非対応）を設置している。

- 221系電車（48両）
  - 6両編成（B編成）8本が所属している。
  - 2020年3月までに全車両が体質改善工事施工済み[13]。
  - 東海道・山陽本線（琵琶湖・JR京都・JR神戸線）の快速・普通に運用され、C編成には東海旅客鉄道（JR東海）区間の大垣駅まで乗り入れる運用が2016年（平成28年）3月25日まであった。
  - 1997年（平成9年）から、223系・225系の増備に伴い、奈良電車区（現・吹田総合車両所奈良支所）や京都総合運転所（現・吹田総合車両所京都支所）への転出が続いている。2020〜2023年度にかけて、225系144両の増備に伴い、本形式は東海道・山陽本線の運用から撤退し、奈良へ転属して同所の201系を置き換える予定。
  - 2017年（平成29年）3月のダイヤ改正で路線記号対応の種別幕に更新された（これは後述の223系・225系も同様）。
  - 2018年10月には223系1000番台Aシート改造に伴い車両が不足するため、奈良から4両編成2本が転入した。これらの編成は、2016年に後述の225系によって置き換えられ奈良に転属していた編成である。
  - 2021年4月1日時点では8両編成（A編成）5本、6両編成（B編成）14本および4両編成（C編成）3本の計22本が所属していた[14]。同年5月に8両編成（A編成）5本および4両編成（C編成）3本が、同年9月に6両編成（B編成）3本が、いずれも奈良に転属した[15]。2023年2月に6両編成（B編成）のうち2本が京都に、1本が奈良に転属した[16]。
  - 2024年12時点で225系3次車の増備により、現存する車両は播但線用の6両（B編成）×2本の12両が配置されている

- 223系電車（620両）
  - 1000番台・2000番台・6000番台が所属し、合わせて8両編成（W編成）39本、6両編成（J編成）12本、4両編成（V編成）59本の合計110本が所属している。
  - 東海道・山陽本線（琵琶湖・JR京都・JR神戸線）の新快速や快速（普通）を中心に運用され、播州赤穂駅・上郡駅・近江塩津駅・敦賀駅まで乗り入れる。2016年3月25日まではV編成、J編成ともJR東海区間の大垣駅まで乗り入れていた。
  - V・J編成は、応援の運用として岡山地区や広島地区での運用実績がある。
  - V編成は当初全編成が本所に所属していたが、2012年3月17日のダイヤ改正に伴い、V65・V66編成が6000番台に改造された上で宮原総合運転所に転出した。2021年2月4日付でV56・57編成も京都に転出している[17]。2022年4月4日付でV64編成が[18]、2023年1月から2月にかけてV55・58編成が、それぞれ京都に転出している[16]。
  - 2000番台のうち1次車4両編成9本（旧CV20 - CV28）と2次車4両編成1本（旧CV29）は、221系との連結運転を前提に、221系と同等の運転性能に固定して運転していた。これらは6000番台が付与され、221系C編成との共通運用となっていた。2018年12月および2021年9月から10月までに、いずれも2000番台（V編成）に復帰している[11]。
  - J13・14編成は2022年3月15日付で京都に転出している[19]。
  - J10 - J12編成は2023年2月から3月にかけて、2000番台から6000番台に改番されている[16]。
  - J編成は221系同様に新快速の定期運用がない。

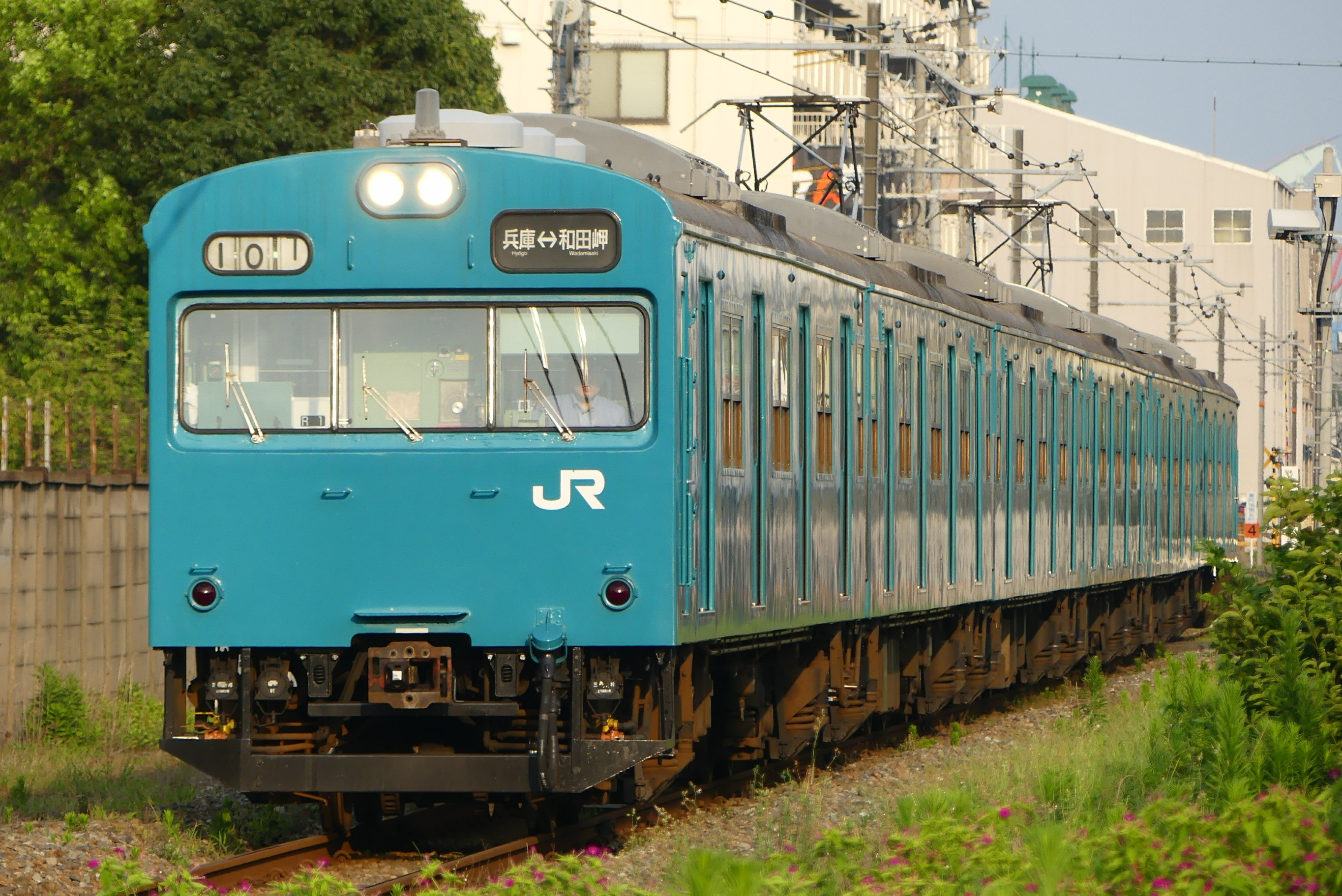
225系電車（220両）
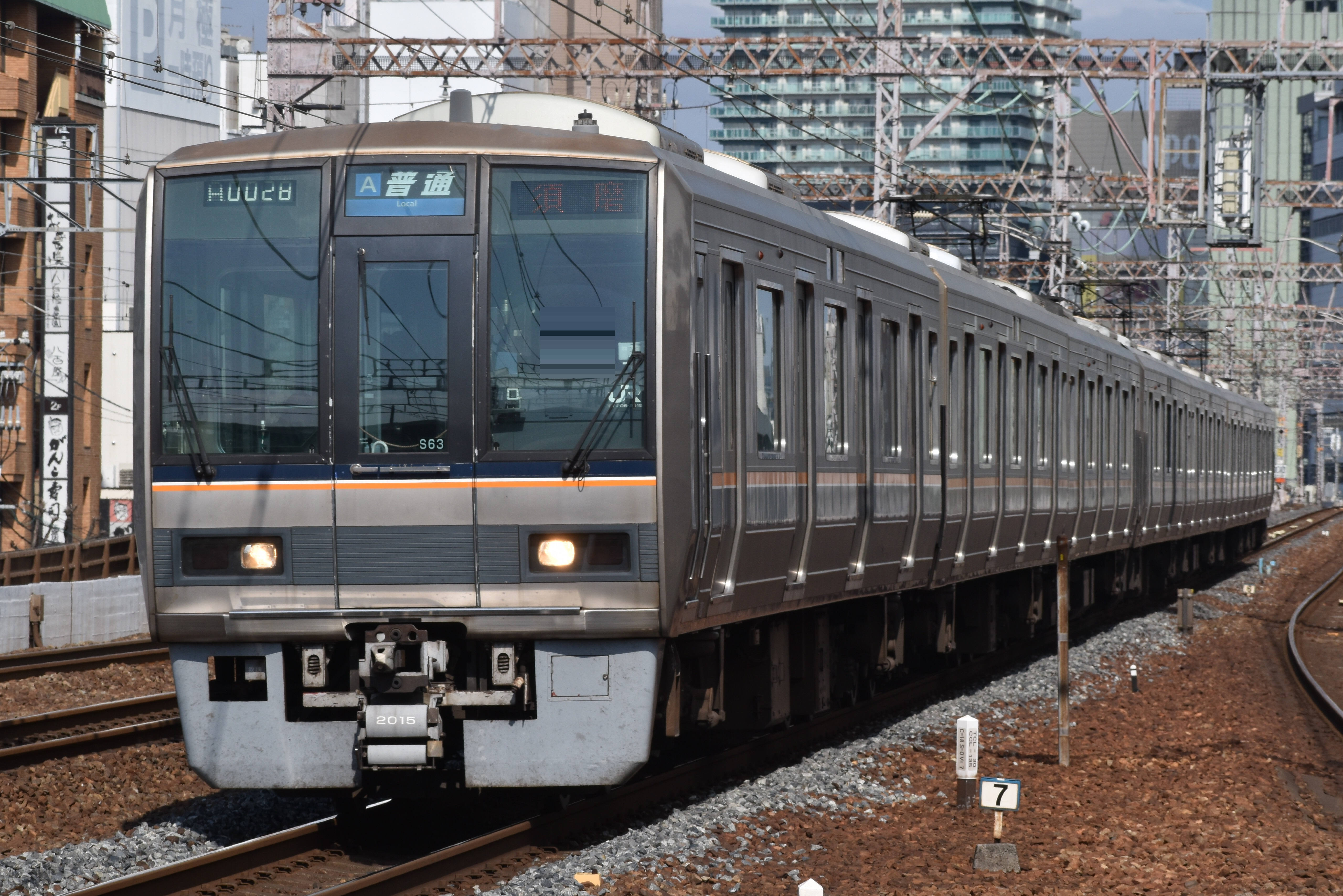
207系（未更新車）
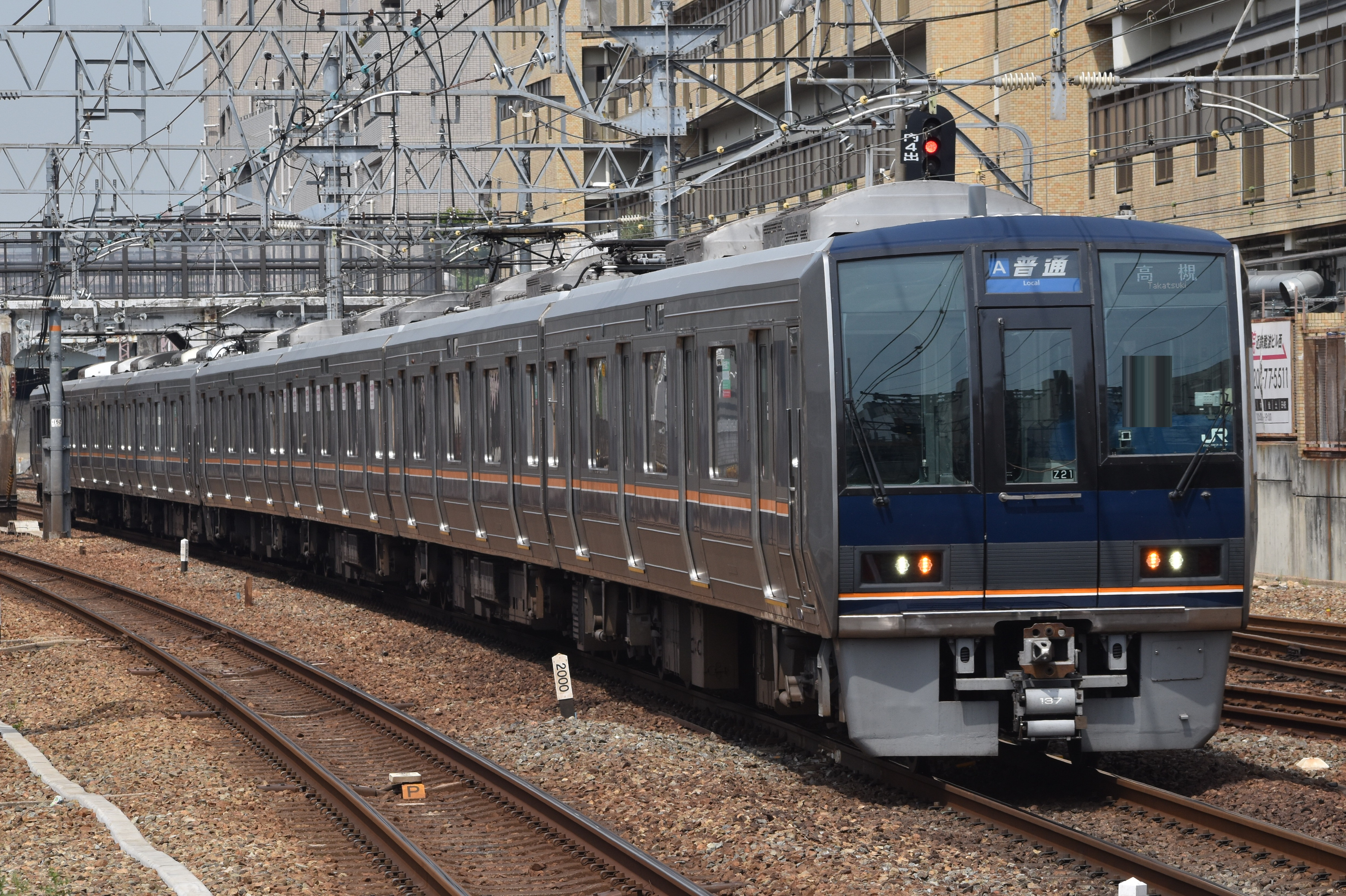
207系（体質改善車）
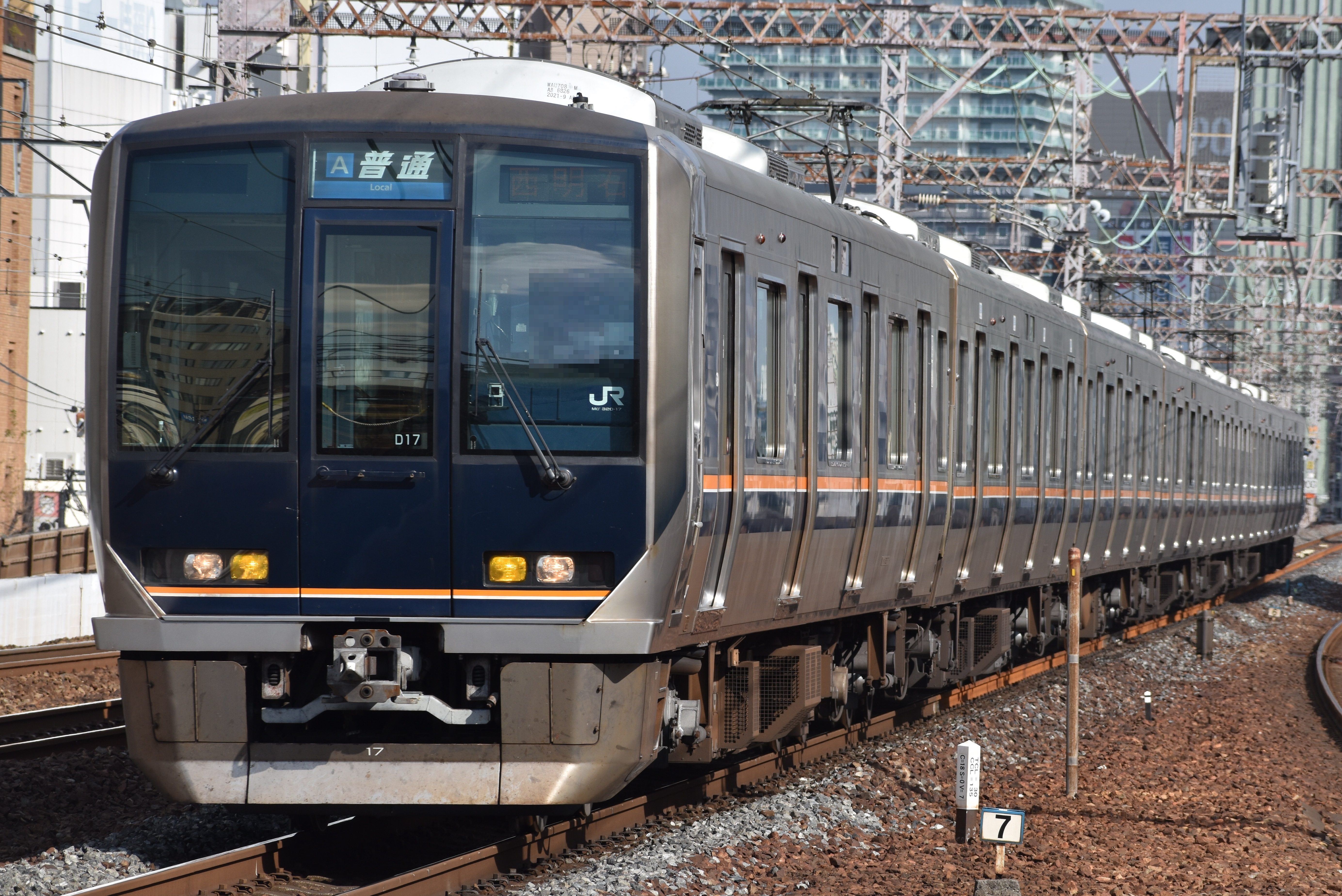
321系
  - 0番台・100番台が所属し、合わせて8両編成（I編成）14本、6両編成（L編成）10本、4両編成（U編成）10本、700番台Aシートを含む4両編成（K編成）2本の合計36本が所属している[20][21][22]。
  - 東海道・山陽本線（琵琶湖・JR京都・JR神戸線）の新快速や快速（普通）列車を中心に運用される。223系1000・2000番台との共通運用になっている。
  - 0番台の登場当時は全編成が本所に所属していたが、2012年3月17日のダイヤ改正に伴い、0番台の6両編成5本と4両編成3本が6000番台に221系性能への固定と改番をされた上で宮原総合運転所に転属した。
- クモヤ145形電車（1両）
  - 事業用車両の牽引車で、1108の1両が配置されている。

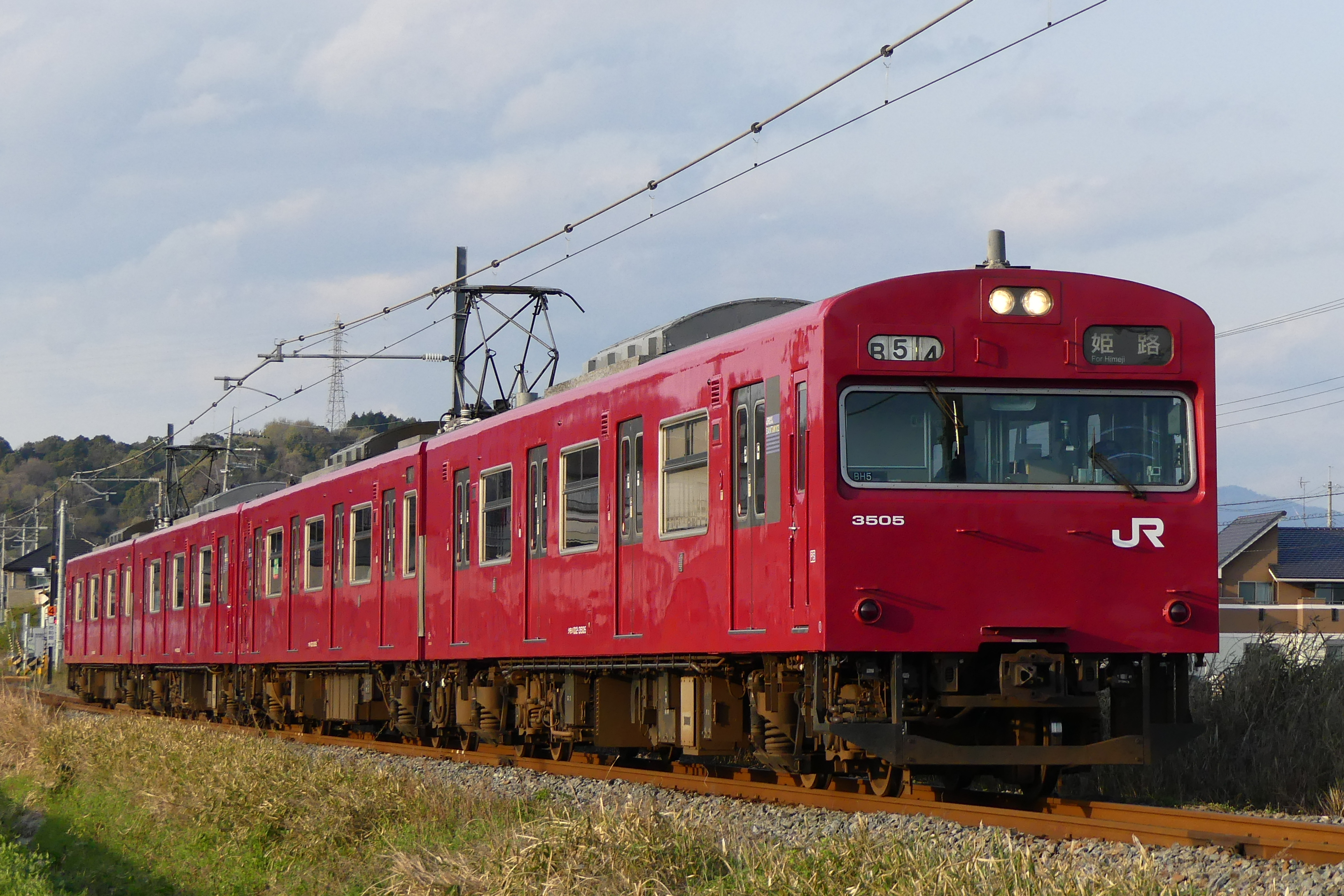
103系3500番台
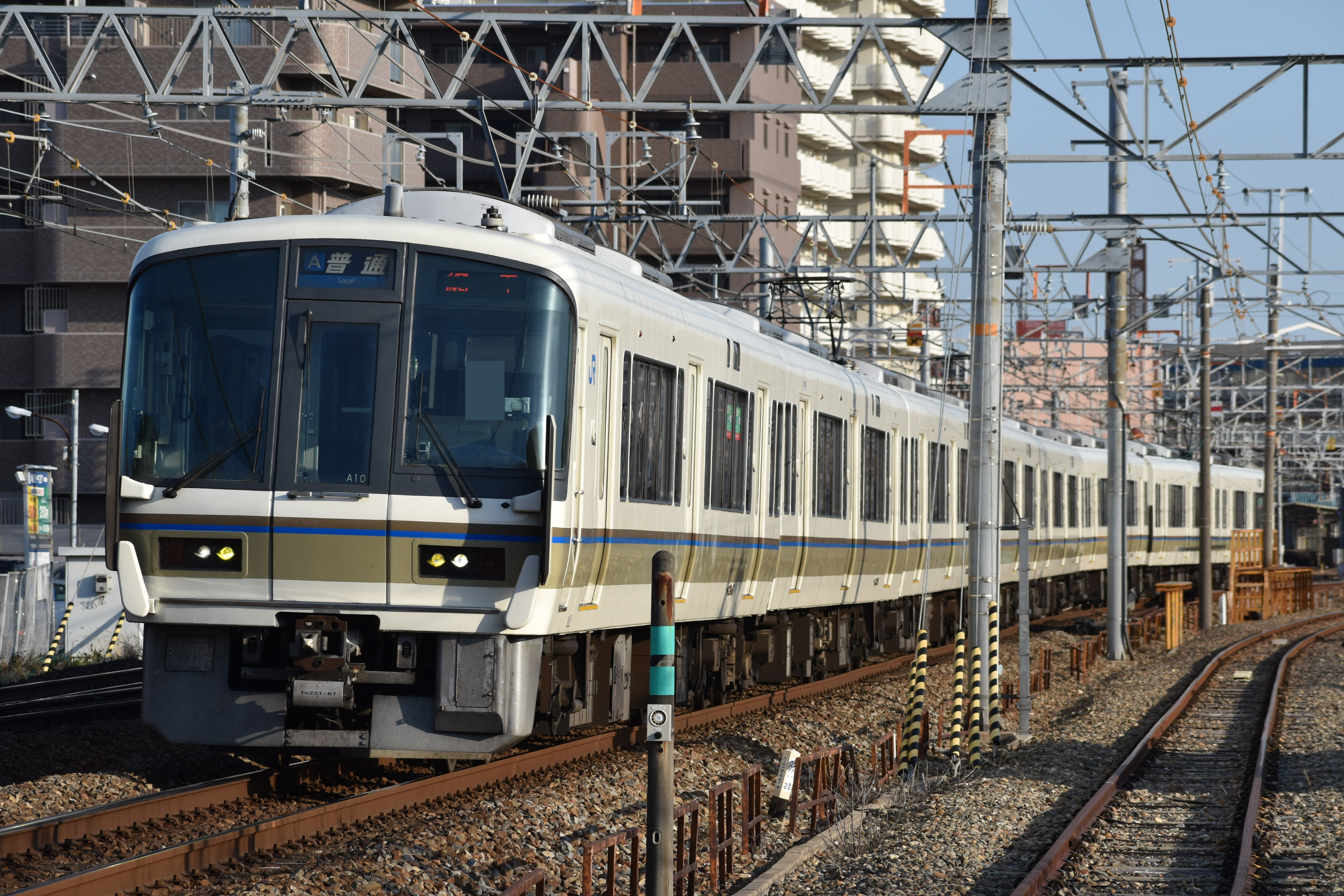
221系
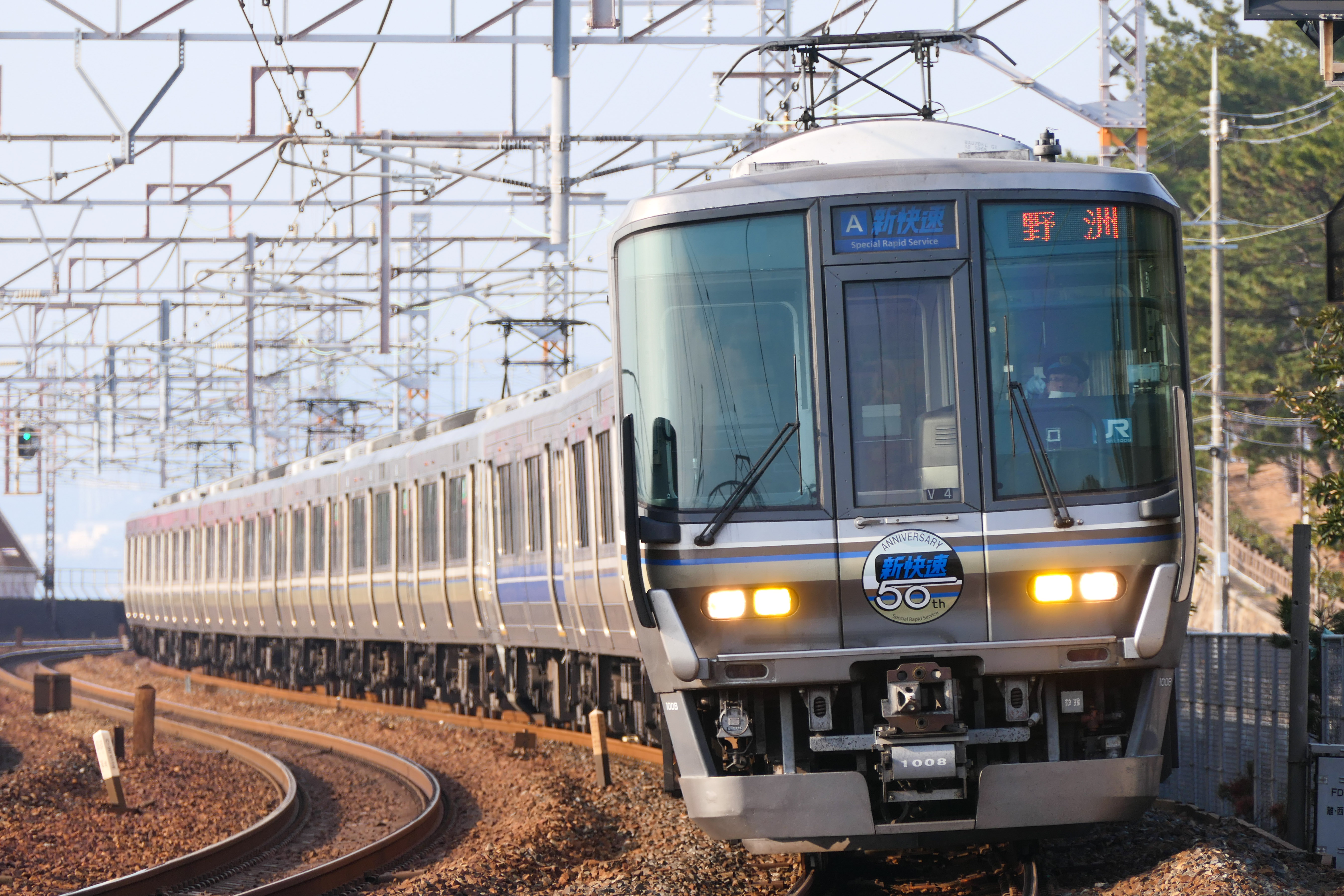
223系1000番台
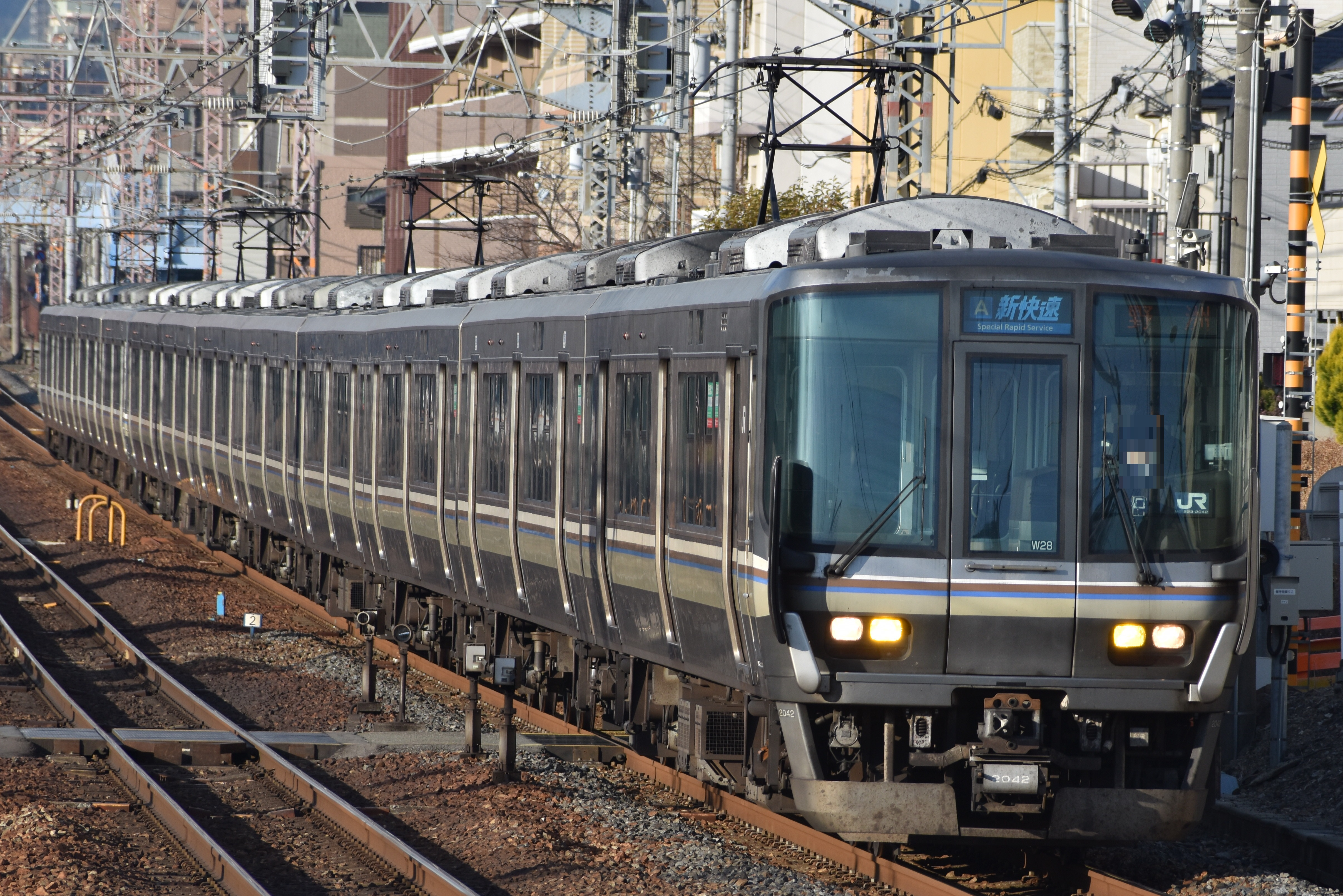
223系2000番台
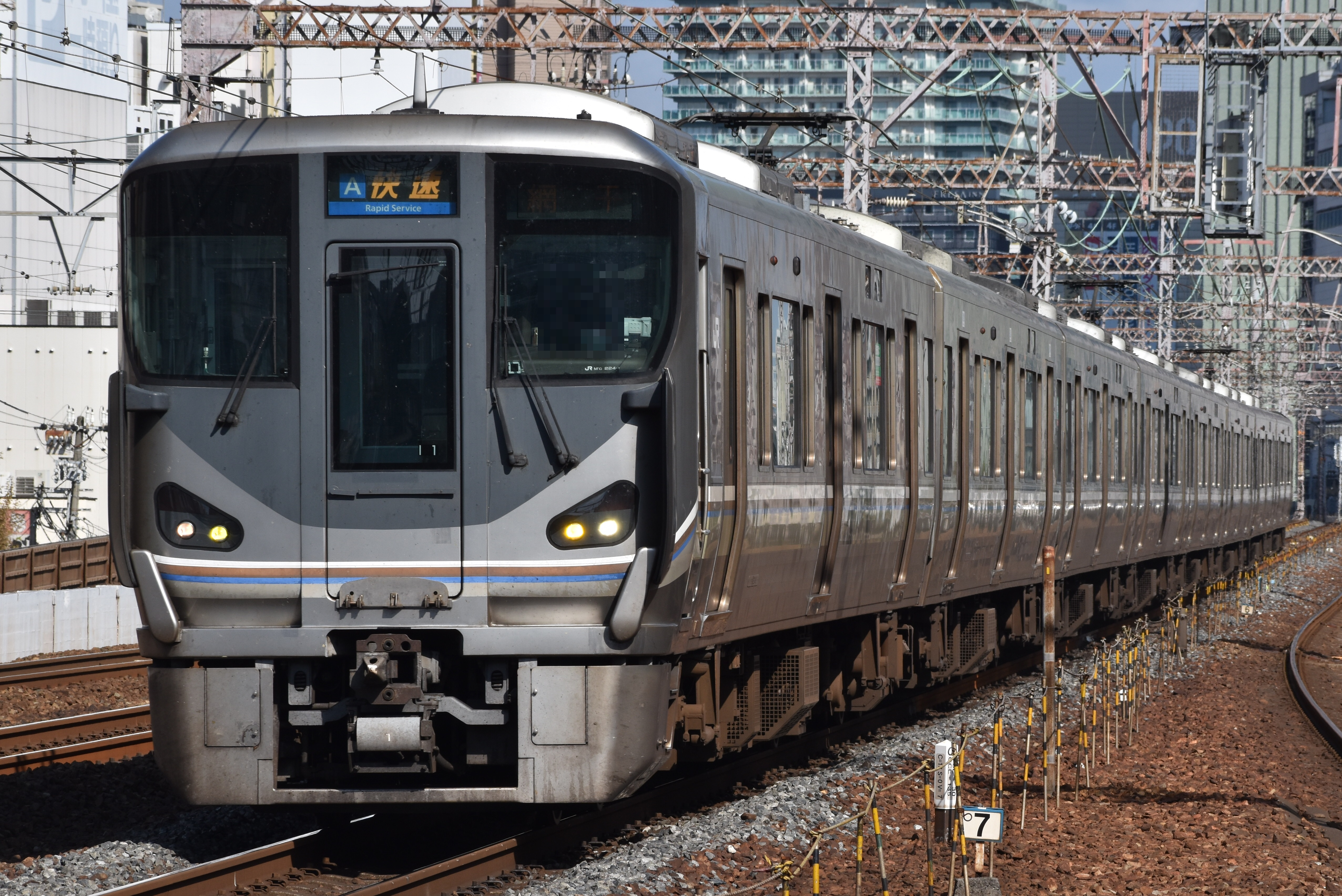
225系0番台
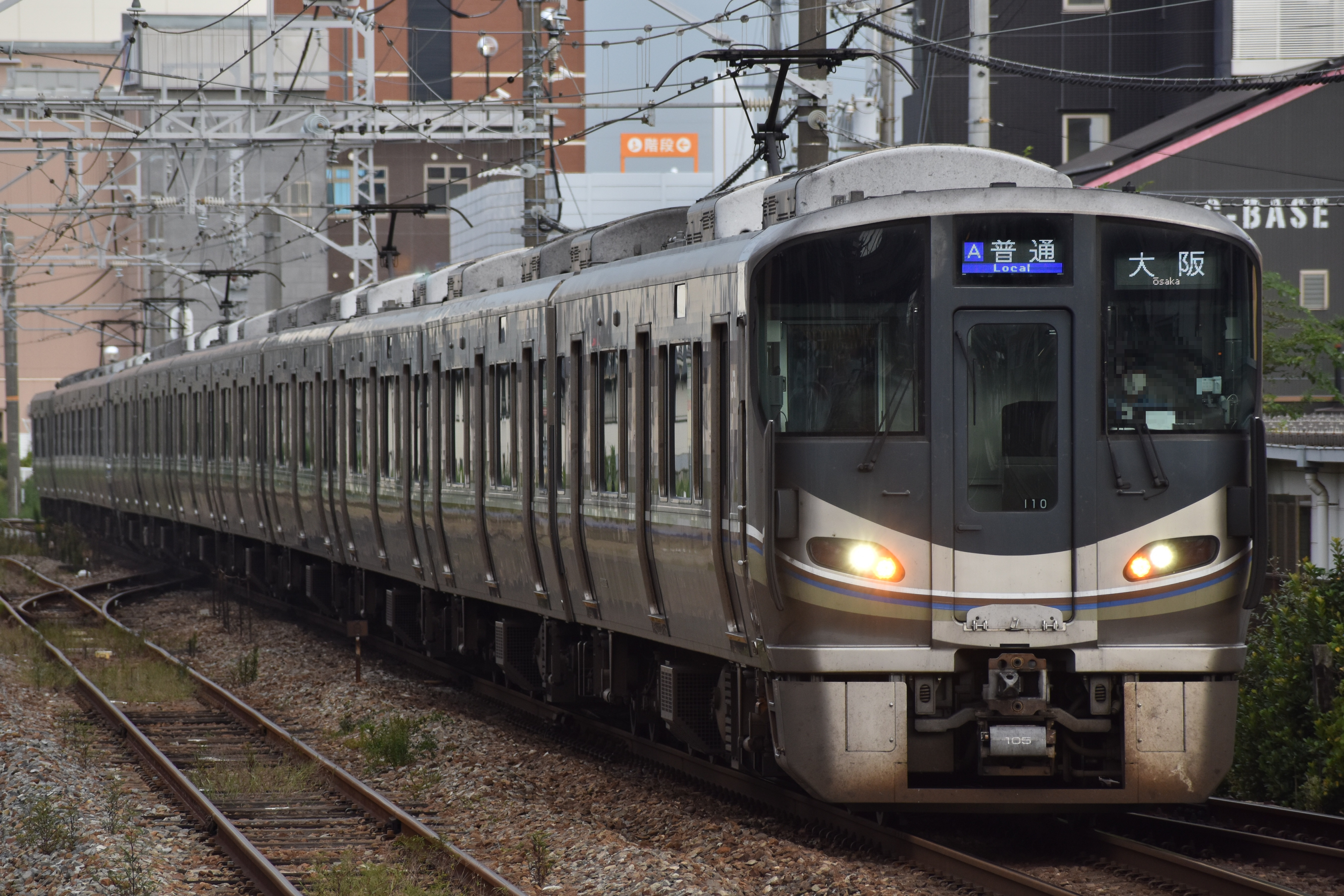
225系100番台

### 宮原支所

#### 電車
- 223系電車（52両）
  - 6000番台の4両編成（MA編成）13本が配置されている。2007年度製造車で、本所からの転属車であるMA21・MA22編成を除いてパンタグラフを2基搭載している。
  - 2008年（平成20年）3月15日より、尼崎駅からJR東西線・片町線（学研都市線）・おおさか東線・関西本線（大和路線）を経由して奈良駅まで直通快速として運用を開始した。2011年（平成23年）3月12日改正で直通快速は北新地駅のホームドア設置に伴い207系分割編成（2012年春より321系及び207系固定編成も使用開始）に変更され、おおさか東線方面への運用は終了した[23]。
  - 2008年6月29日からは、福知山線（JR宝塚線）の丹波路快速・快速（大阪駅発着）などでの運用も開始されている。
  - MA21編成は2両に減車の上、広島地区での乗務員訓練[24]およびATS-M形（現ATS-DW形）の実用試験に使用された[25]。
  - 2016年3月のダイヤ改正を皮切りに路線記号対応の種別幕に更新されている（これは225系も同様）。
  - 2022年4月にMA01 - MA05編成の5本が[18]、2023年3月にMA06 - MA09編成の4本が、それぞれ京都に転出した[16]。
- 225系電車（42両）
  - 6000番台の6両編成（ML編成）5本と4両編成（MY編成）3本の計8本が配置されており、福知山線（JR宝塚線）で運用されている[26]。全車が本所からの転属車である。

#### 気動車
- 87系寝台気動車（10両）
  - 「TWILIGHT EXPRESS 瑞風」用のクルーズツアー用寝台列車。2016年内の各車両落成時はラッピング付で試運転が続いていたが、2016年12月19日までに全10両が出揃い、2017年2月13日の報道公開にてラッピングが外された。同年6月17日運行開始した。現在は山陰、山陽地方に向けてクルーズツアーとして運転されている。

#### 客車
- 12系客車（5両）
  - 臨時列車用の原型車5両が配置されている。「SL北びわこ号」などにも使用されていた。2022年7月9日付でオハ12 352が廃車された[12]。
- 14系客車（7両）
  - ジョイフルトレイン「サロンカーなにわ」7両編成1本が配置されている。

#### 機関車
- DD51形ディーゼル機関車（5両）
  - 客車やJR西日本の工事列車を牽引している。
- DE10形ディーゼル機関車（3両）
  - うち1両はジョイフルトレイン「きのくにシーサイド」の牽引機であった。
  - 運転所内の入換作業に使用されている。

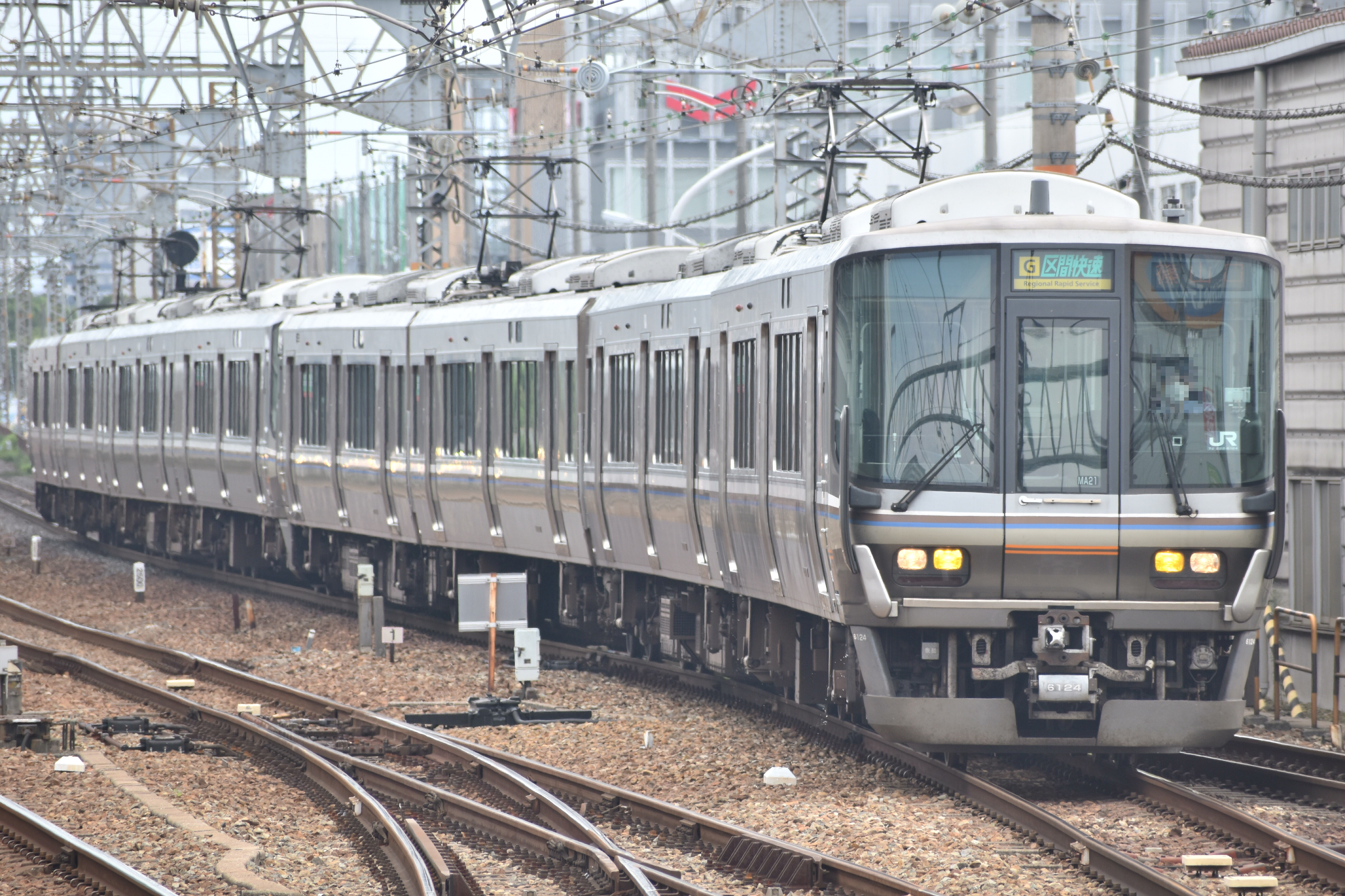
223系6000番台
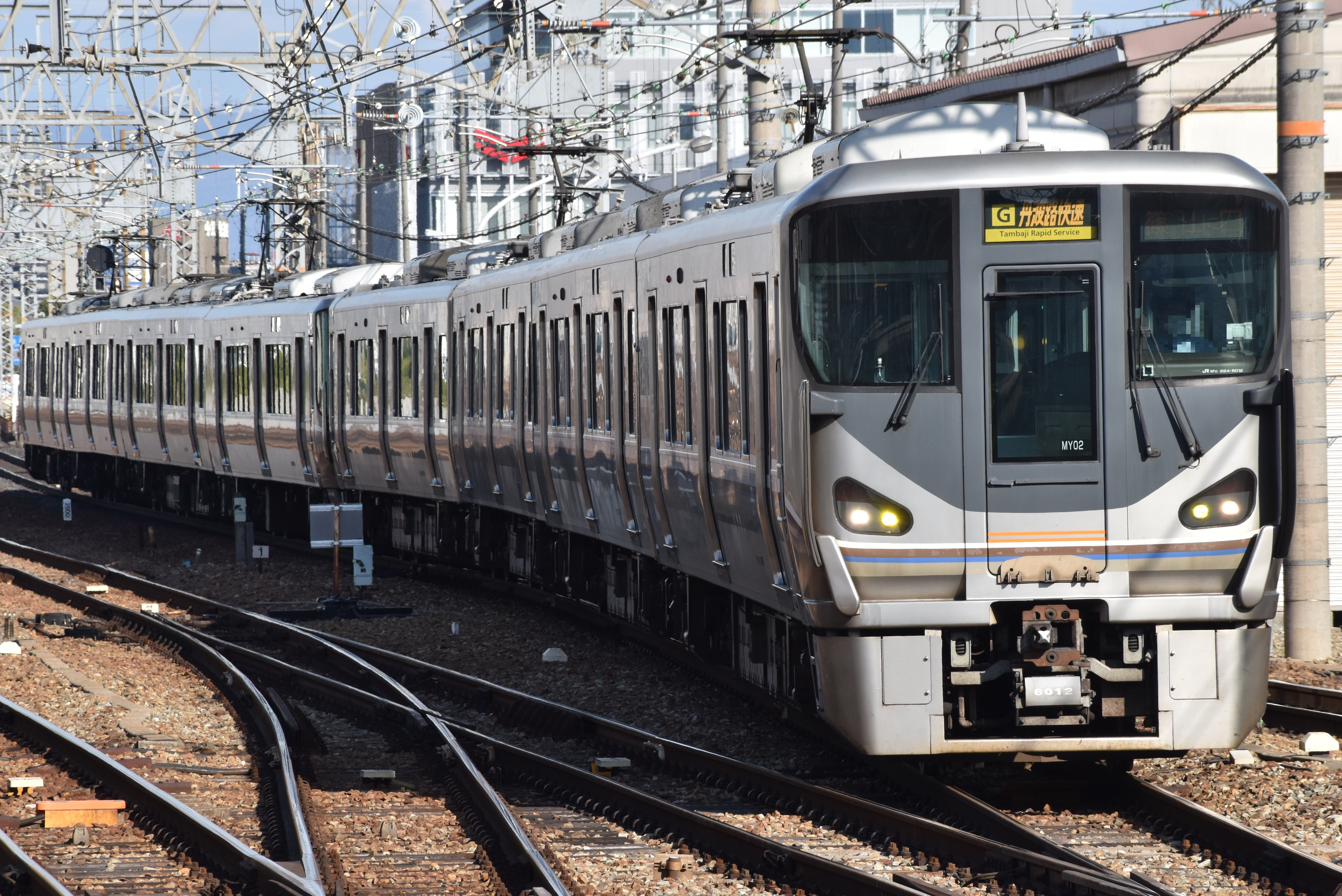
225系6000番台
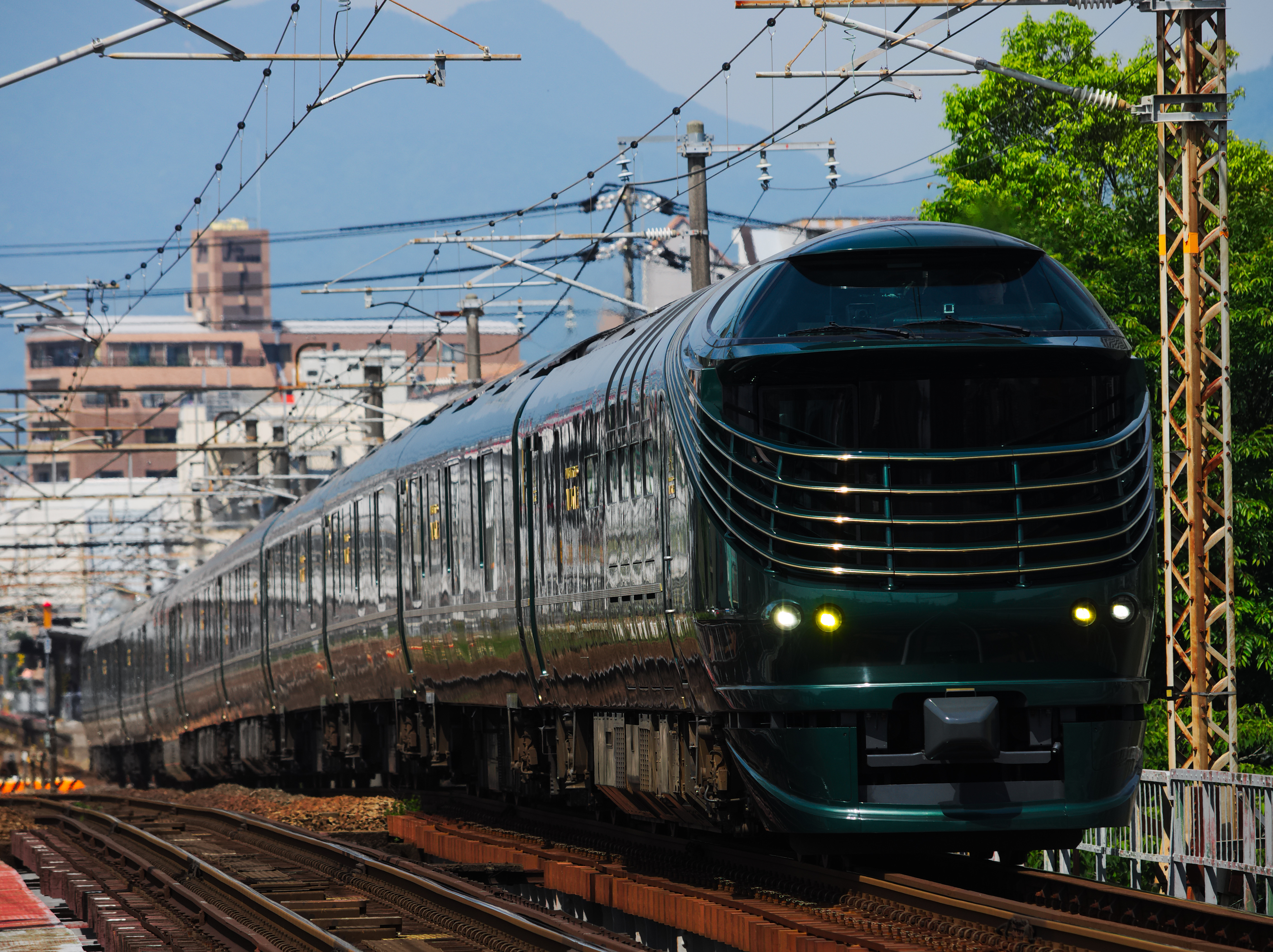
87系
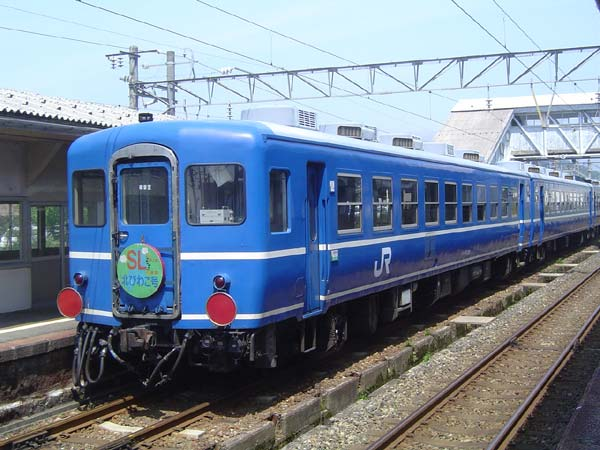
12系
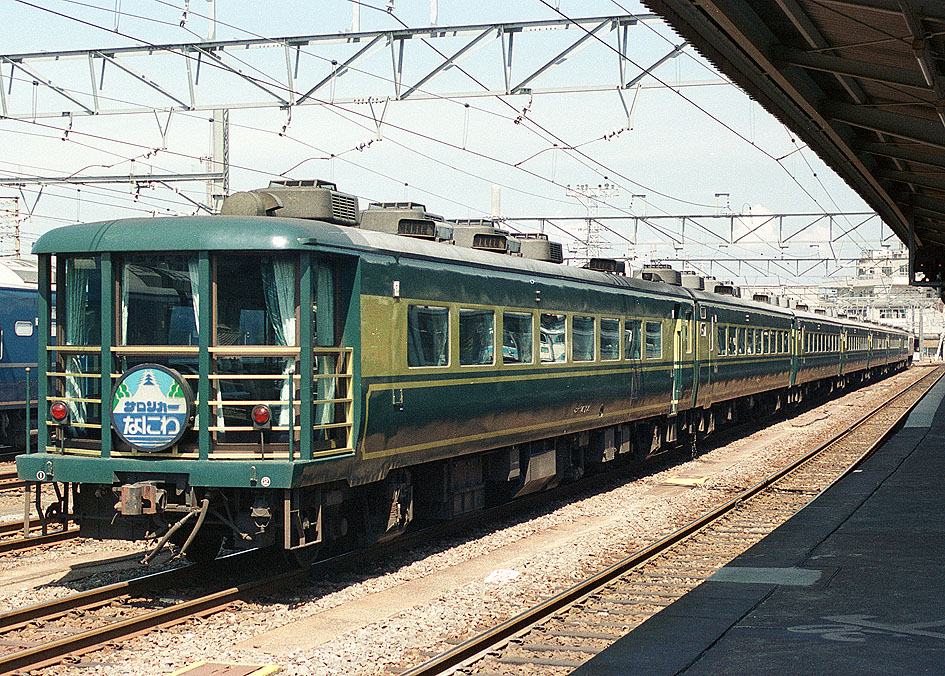
サロンカーなにわ（14系）
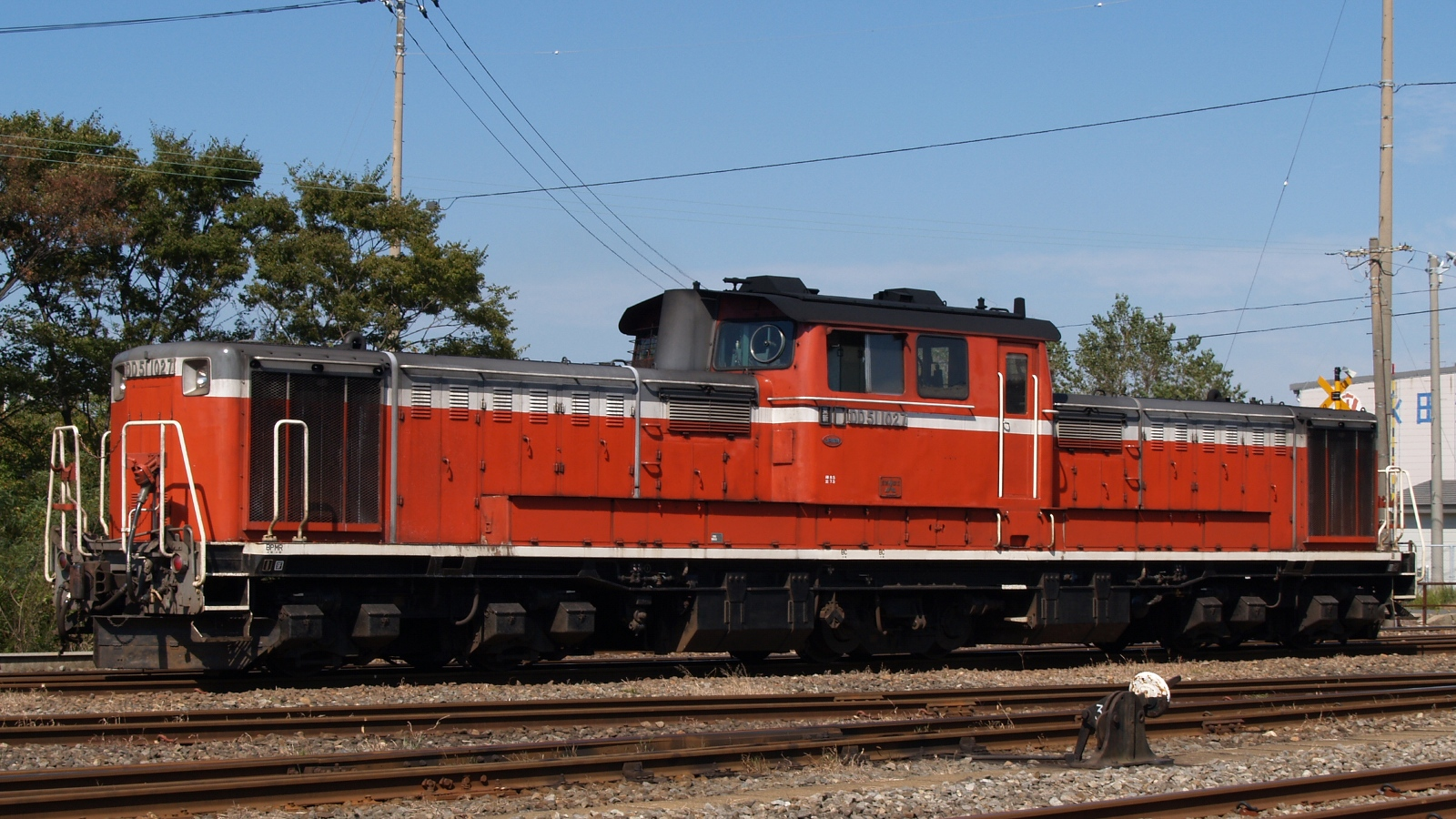
DD51形 写真は宮原支所に配置されている車両とは別の車両
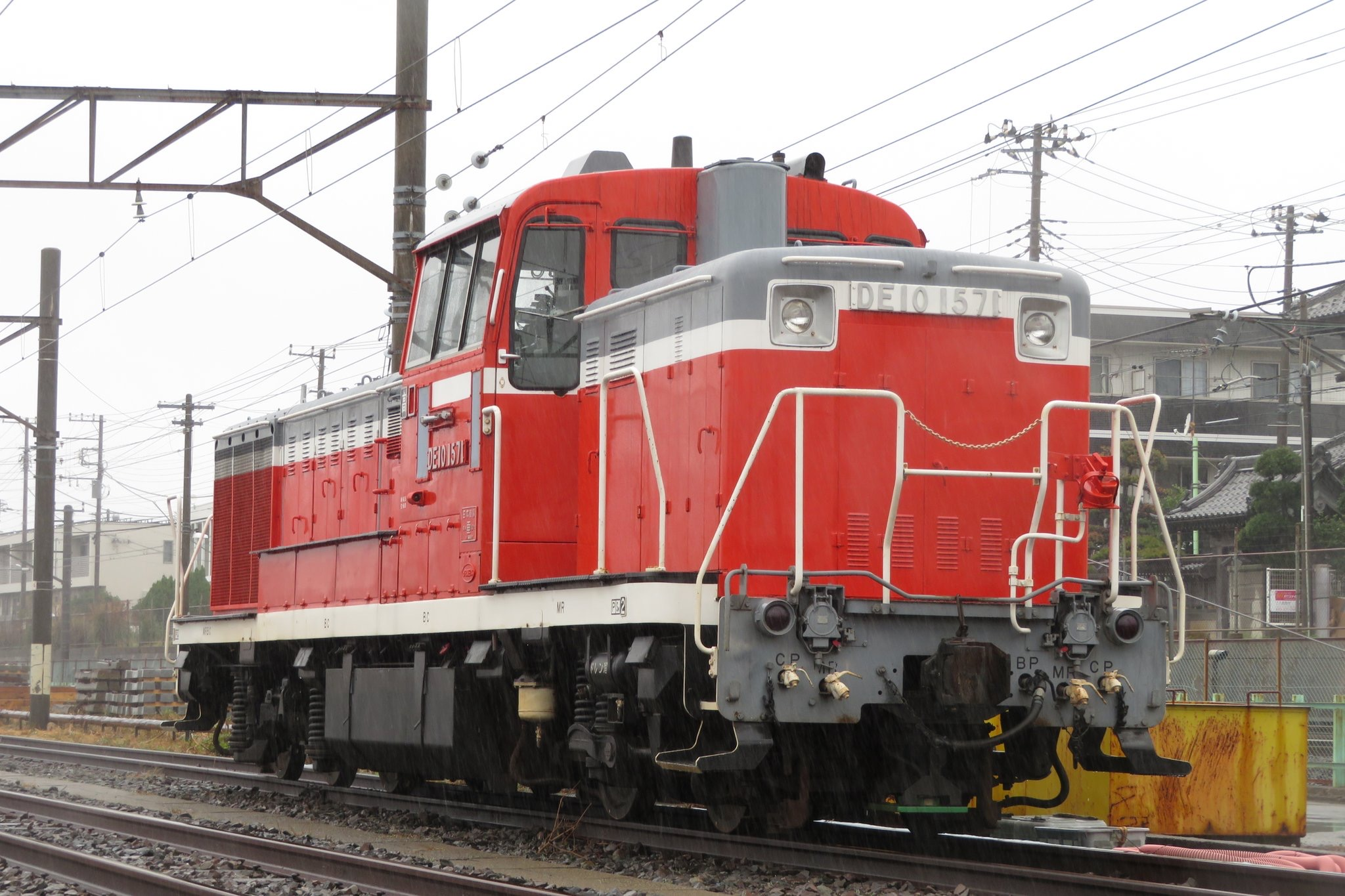
DE10形 写真は宮原支所に配置されている車両とは別の車両

### 明石支所
- 103系電車（6両）
  - 和田岬線用に使用されていた6両編成1本（R1編成）が所属している。1編成のみのため、検査などで運用を離れると207系が代走していた[27]。日中は乗務員の訓練車両としても使用された。元々、大阪環状線で活躍していた編成である。
  - 2017年10月には吹田総合車両所日根野支所より6両編成1本（HK607編成）が転入しR2編成[28]となったが、運用に入ることなく2018年2月に廃車となった[29][30]。
  - 2023年3月18日をもって定期運用を終了[11]。
- 207系電車（473両）
  - 4両編成（Z編成22本・T編成28本・H編成16本）66本および3両編成（S編成）67本、6両編成（X編成）1本、2両編成（Y編成）1本の計135本が所属している。X編成・Y編成を除く133本のうち3両編成1本（S18編成）は運用から外れているため、実運用数は132本（7両編成×66本〈全て4両＋3両の暫定固定編成〉）となっている。
  - 2010年3月13日改正までは、7両固定のF編成以外は京田辺駅（2003年〈平成15年〉までは松井山手駅）で3両編成の分割・併合を行い、京田辺 - 木津・奈良間は4両編成で運用されていたが、片町線全駅のホームが7両編成でも対応できるようになったため、4両編成と3両編成のペアを組んでおり、常に連結状態の7両編成で運転されている。
  - 東海道・山陽本線（琵琶湖・JR京都・JR神戸線）加古川 - 野洲間、和田岬線、福知山線（JR宝塚線）尼崎 - 篠山口間、JR東西線・片町線（学研都市線）、関西本線（大和路線）木津 - 奈良間で運用されている。2019年3月16日のダイヤ改正から、朝夕の時間帯に、新大阪駅からおおさか東線・関西本線（大和路線）を経由して、奈良駅まで向かう直通快速の運用に就いている。
  - 1000番台登場当時は6両+2両編成(8両編成の普通電車)であり、当時は吹田工場高槻派出所所属だったが、その後4両+4両編成への組替えを経て、1997年3月のダイヤ改正（JR東西線開業）で宮原・淀川両電車区の車両を集約して現行の編成（4両 + 3両）になっている。
  - 2014年（平成26年）以降体質改善車も増えている。
  - 2016年のダイヤ改正を皮切りに路線記号対応の種別幕に更新されている（これは321系も同様）。
  - 7両固定編成（F編成）1本が在籍していたが、2022年4月6日に吹田総合車両所に廃車回送され、同月7日付で廃車された[31]。
  - 2022年12月にはT18編成とT3編成が組換をして6両編成1本と2両編成1本が組成され、X編成1本とY編成1本が誕生した[11] 。X編成は和田岬線で使用される。この時に余剰となっていたモハ207-1032も組み込まれている。
- 321系電車（273両）
  - 7両編成（D編成）39本が所属している。
  - 東海道・山陽本線（JR京都・JR神戸線）の各駅停車（加古川 - 西明石 - 京都 - 野洲間）、福知山線（JR宝塚線）尼崎 - 篠山口間、JR東西線、片町線（学研都市線）、関西本線（大和路線）木津 - 奈良間の他、2019年（平成31年）3月16日のダイヤ改正から、朝夕の時間帯に、新大阪駅からおおさか東線・関西本線（大和路線）を経由して、奈良駅まで向かう直通快速の運用に就いている。
- クモヤ145形電車（1両）
  - 事業用車両の牽引車で、1109の1両が配置されている。

- 103系
- 207系（未更新車）
- 207系（体質改善車）
- 321系

### 加古川派出所
- 103系電車（16両）
  - 3550番台車2両編成（M編成）8本が所属している。ワンマン運転対応。
  - 加古川 - 西脇市間でのみ運用されている。
  - 元大阪環状線や大和路線系統で活躍していた編成を改造した車両である。
- 125系電車（4両）
  - 1両編成（N編成）4本が所属している。ワンマン運転対応。西脇市 - 谷川間は全列車がこの系列での単行運転となっている（検査入場時などを除く）。

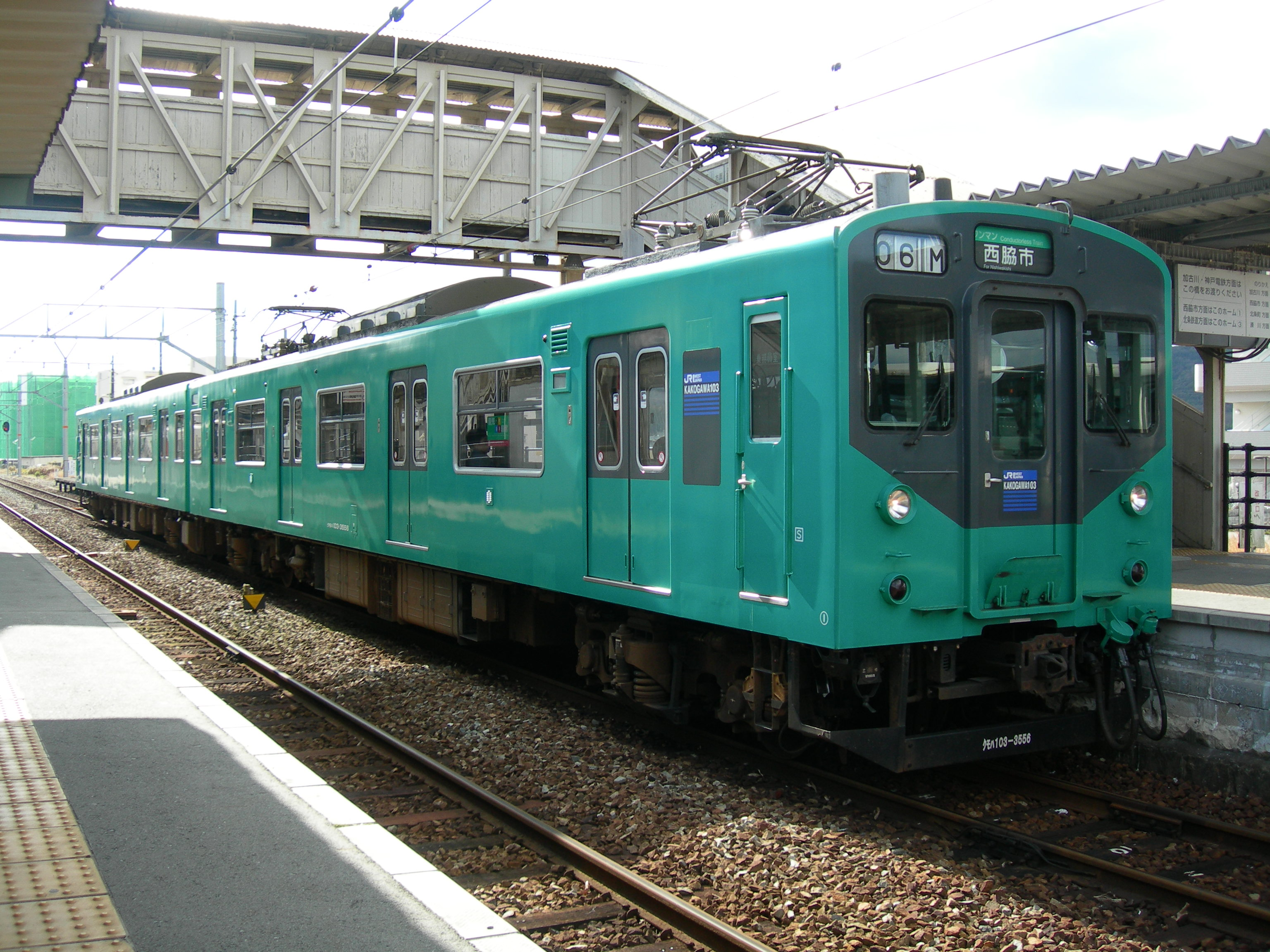
103系3550番台
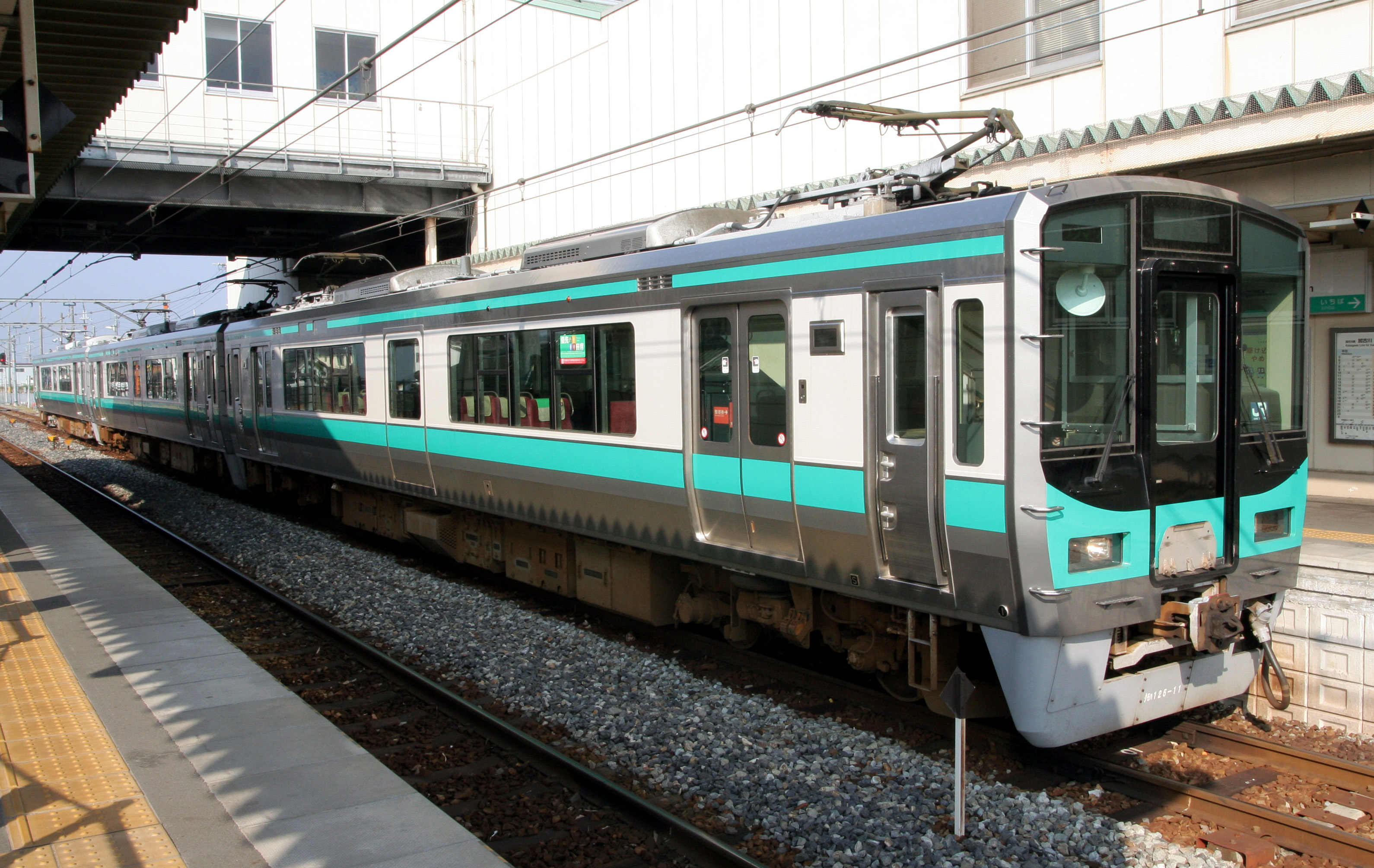
125系

### 余部派出所
- キハ127形気動車（12両）
  - 2両編成6本計12両が所属している。
- キハ122形気動車（7両）
  - 1両編成7本計7両が所属している。

- キハ127形
- キハ122形

## 過去の配置車両
（JR化以降に撤退した車両）
- 113系電車
- 115系電車
- 201系電車
- 205系電車
- キハ35・キクハ35形気動車
- 24系客車
- マイテ49形客車
  - かつて「SLやまぐち号」などの臨時列車の最後尾に連結して運用されていた展望車で、宮原支所に1両が配置されていた。交通科学館に展示されていたものを1987年（昭和62年）に復元したもの。老朽化のため、2009年8月16日以降は運用されておらず、イベント時の展示車両となっていた。2022年10月14日に車籍を抹消され、京都鉄道博物館の展示車両となった。
- オヤ31形客車
  - 建築限界測定用試験車。宮原支所に1両が配置されていたが、2022年12月7日付で廃車され、えちごトキめき鉄道に譲渡された[32]。

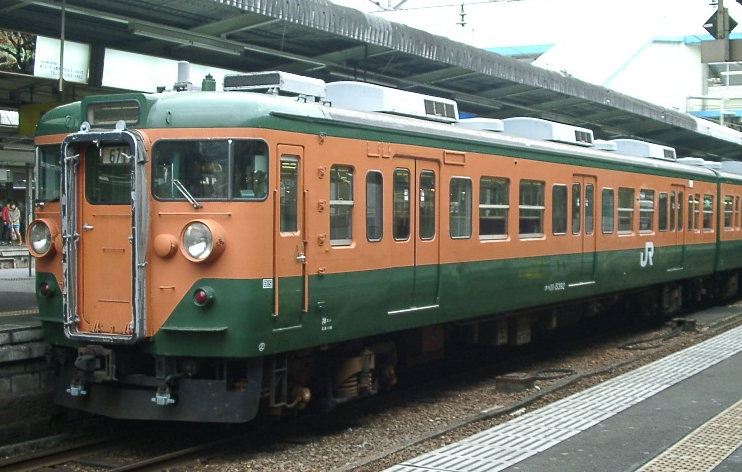
113系
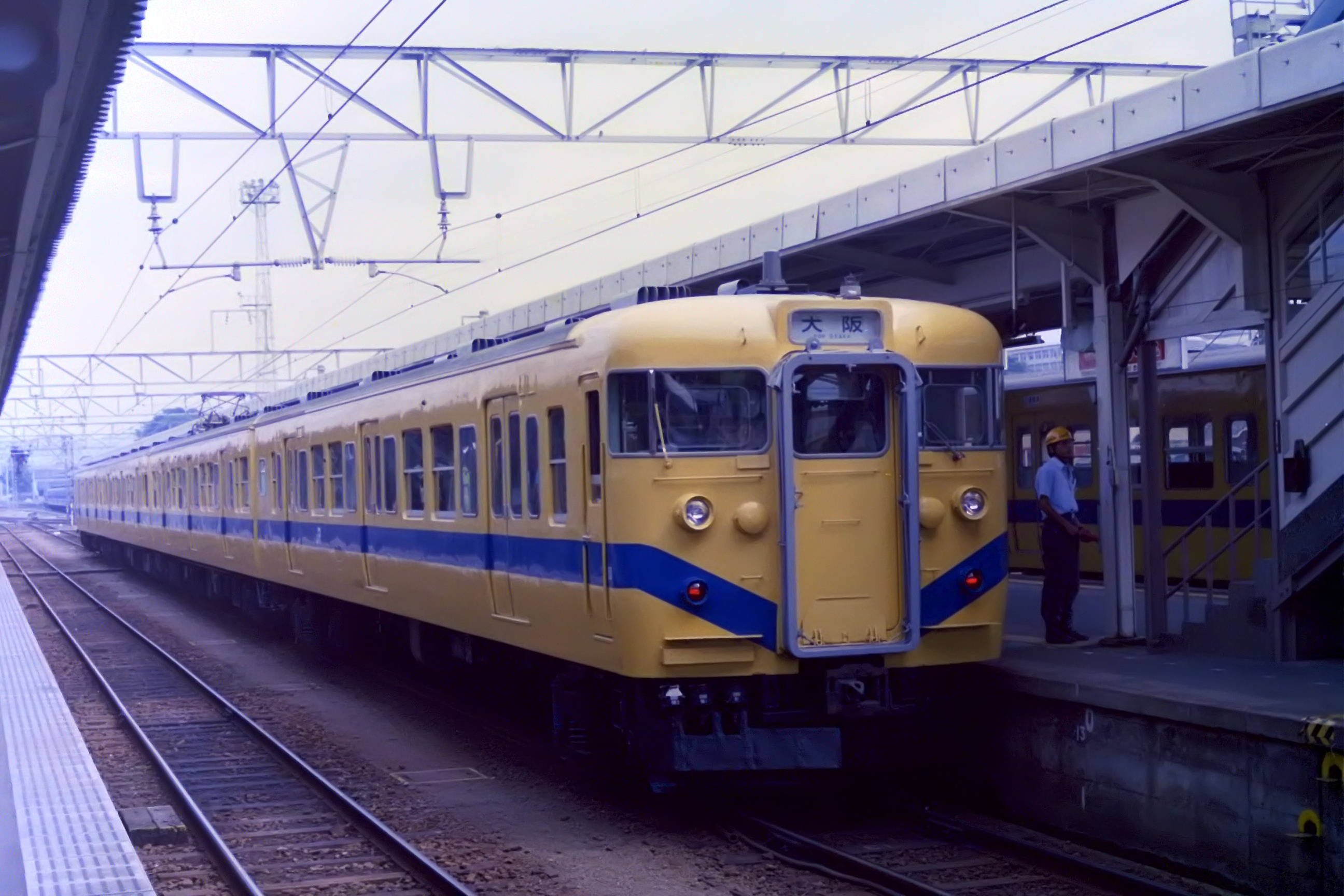
115系
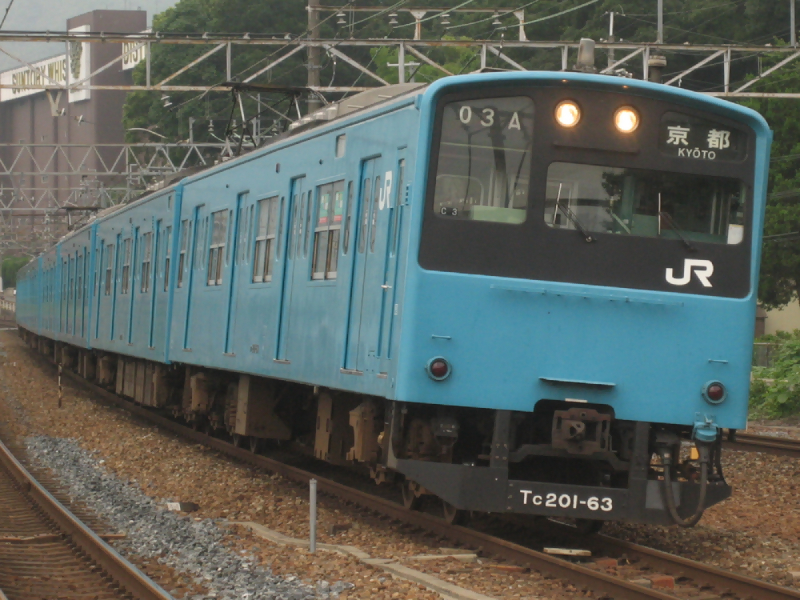
201系
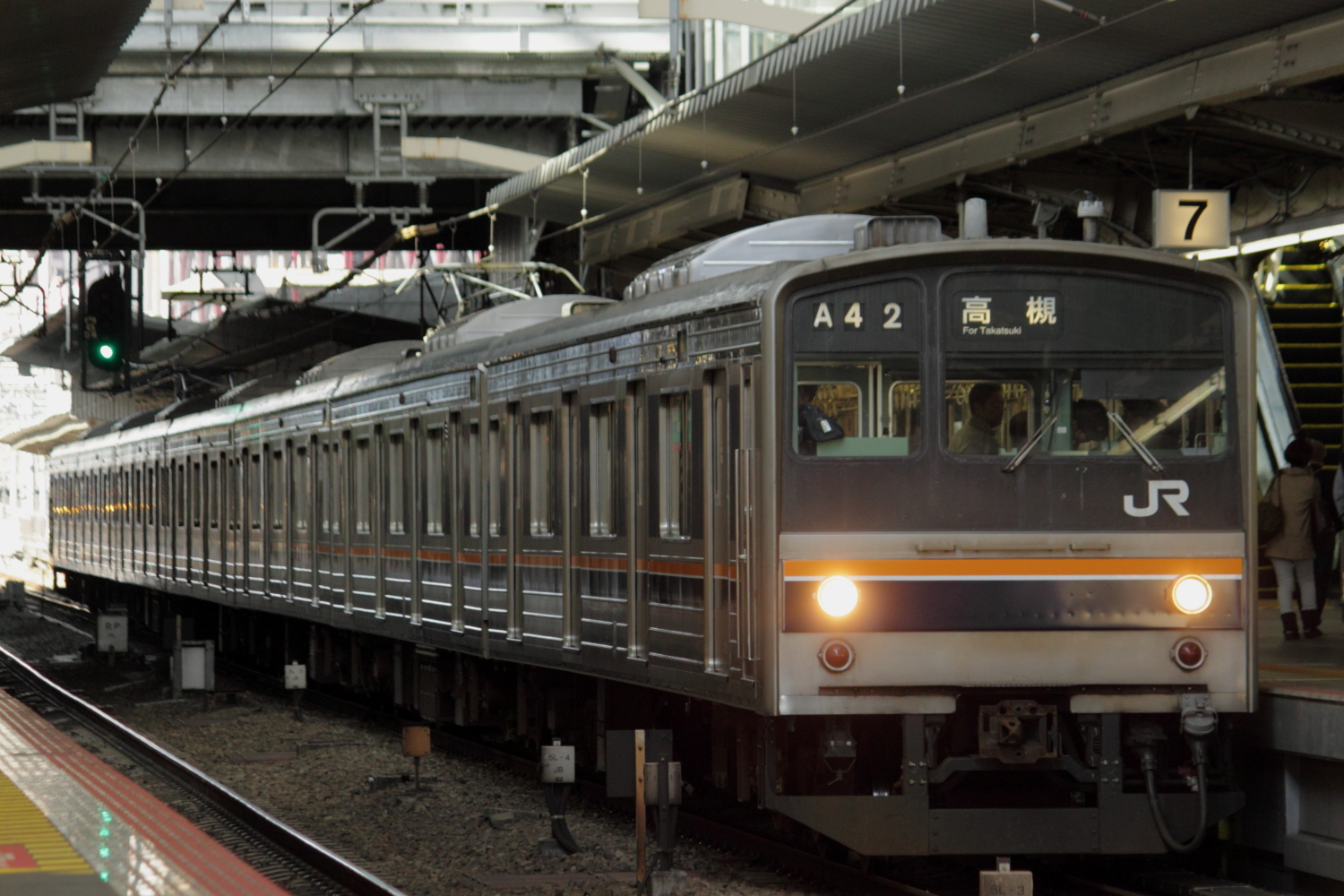
205系
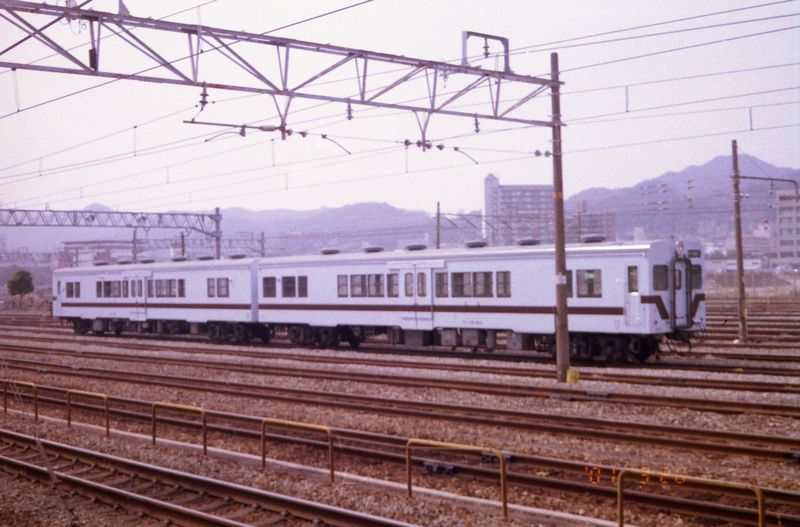
キハ35形(和田岬線用)
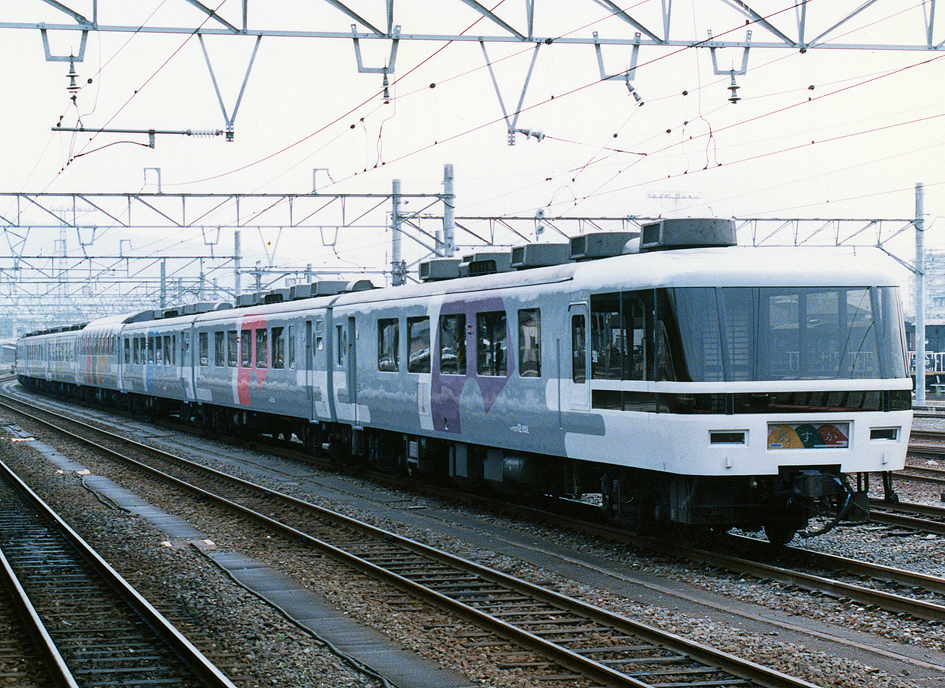
あすか

## 歴史
- 1965年（昭和40年）6月：用地買収開始[2]。
- 1968年（昭和43年）
  - 8月25日：留置線のみ使用開始[33]。
  - 10月：明石電車区網干派出所として使用開始。
- 1969年（昭和44年）2月：増強工事開始。
- 1970年（昭和45年）3月1日：明石電車区から独立して、網干電車区となる[34]。113系が248両配置された[35]。
- 1987年（昭和62年）4月1日：国鉄分割民営化により、西日本旅客鉄道に継承。
- 2000年（平成12年）4月1日：鷹取工場を移転統合し、網干総合車両所となる[36]。また、明石電車区の検修部門と鷹取工場の和田岬線車両担当部門を組織統合し、それぞれ網干総合車両所明石支所[36]、網干総合車両所鷹取支所とした。
- 2001年（平成13年）7月1日：和田岬線の電化により鷹取支所を廃止。
- 2004年（平成16年）6月1日：明石支所を網干総合車両所明石品質管理センターに名称変更[11]。
- 2007年（平成19年）7月1日：明石品質管理センターを網干総合車両所明石支所に名称変更[11]。
- 2009年（平成21年）7月1日：加古川鉄道部廃止に伴い、加古川鉄道部車両検修部門を統合し網干総合車両所加古川派出とした。
- 2010年（平成22年）12月1日：近畿統括本部の管轄になる。
- 2012年（平成24年）6月1日：組織改正により以下のように変更した。
  - 宮原総合運転所を統合し網干総合車両所宮原支所とした。また京都総合運転所野洲派出所・米原派出所を、同支所の派出所とした。
  - 森ノ宮電車区放出派出所と吹田工場高槻派出所を、明石支所の派出所とした。
- 2022年（令和4年）野洲派出所敷地内のテストコースでの「自動運転・隊列走行 BRT」の実証実験が公開される。[37]